# Умершие в апреле 2023 года
Это список известных людей, соответствующих установленным критериям значимости (см. Википедия:Критерии значимости персоналий), умерших в апреле 2023 года.
Причина смерти указывается лишь в исключительных случаях (убийство, самоубийство, гибель в результате военных действий, смертная казнь, ДТП или несчастные случаи). В остальных случаях — не указывается.

## 30 апреля

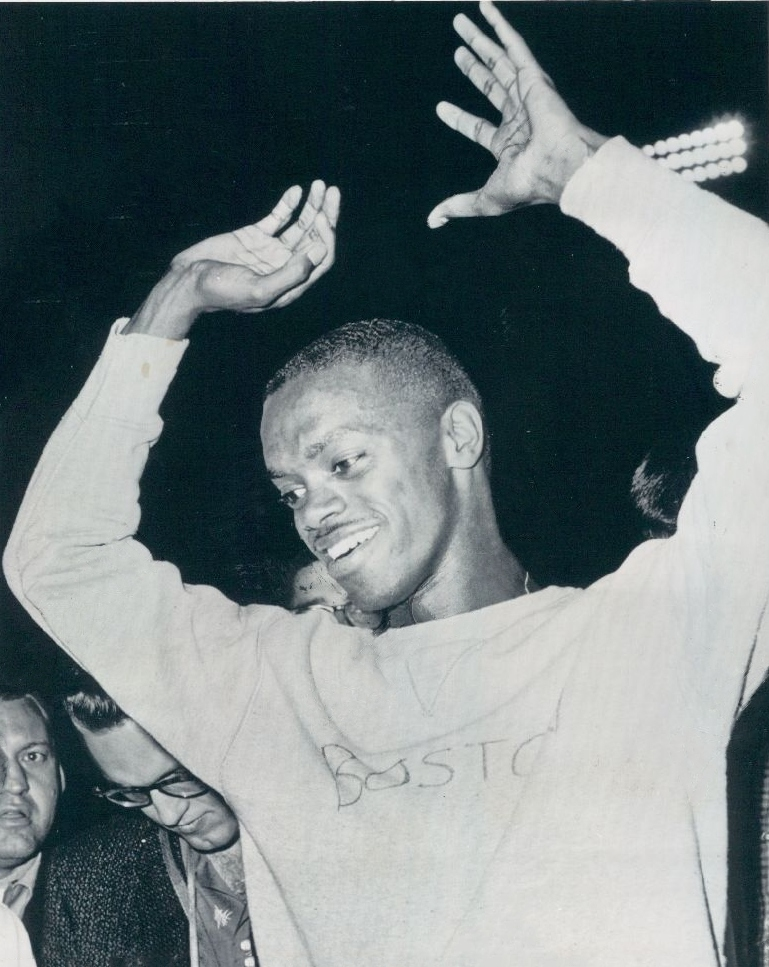
Ральф Бостон

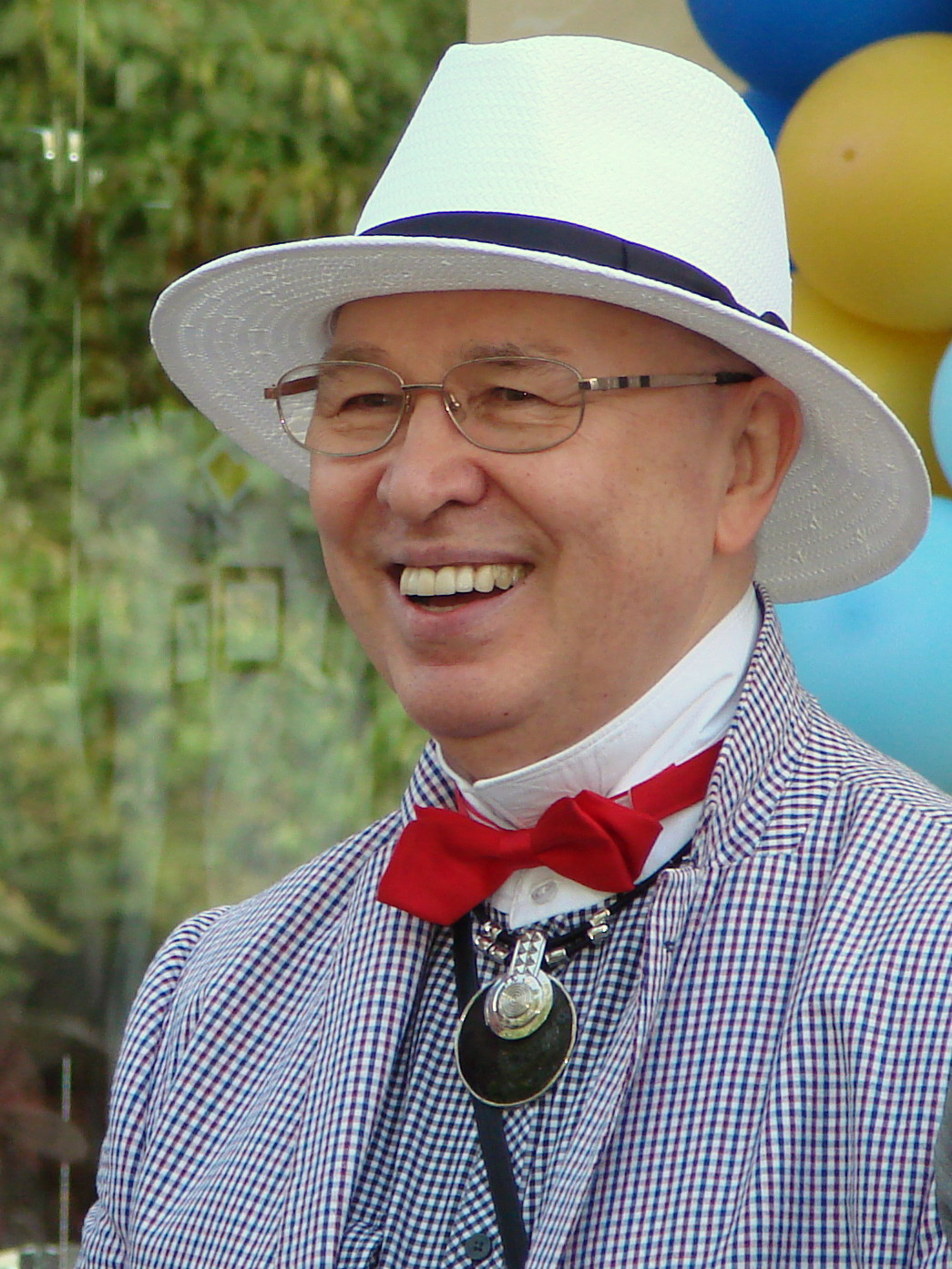
Вячеслав Зайцев

- Аскеров, Лев Мабудович (82) — советский и азербайджанский писатель и журналист[1].
- Бостон, Ральф (83) — американский легкоатлет, чемпион (1960) и призёр (1964, 1968) Олимпийских игр по прыжкам в длину[2].
- Василёнок, Михаил Михайлович (74) — советский и латвийский хоккеист и тренер[3].
- Демуров, Георгий Сергеевич (82) — советский и российский актёр, народный артист Российской Федерации (1996)[4].
- Дойл, Тони[англ.] (64) — британский трековый велогонщик, чемпион мира (1980, 1986) и четырёхкратный чемпион Европы в гонке преследования[5].
- Зайцев, Вячеслав Михайлович (85) — советский и российский модельер, народный художник Российской Федерации (2006), академик РАХ (2007)[6].
- Зонфрилло, Джок[англ.] (46) — шотландский и австралийский шеф-повар и телеведущий (MasterChef Australia), лауреат премии Basque Culinary World Prize[англ.][7].
- Кгвади Нтате Даниэль[англ.] (55—56) — южноафриканский деятель образования, ректор Северо-Западного университета (2004—2014)[8].
- Кондратский, Леонид Степанович (87) — советский и украинский архитектор[9].
- Сарычев, Геннадий Леонидович (86) — генеральный директор Саратовского завода технического стекла (1984—1997), Заслуженный строитель Российской Федерации (1995)[10].
- Смит, Бродерик[англ.] (75) — австралийский музыкант, певец и автор песен[11].
- Терещенко, Михаил Васильевич (100) — советский военнослужащий, полковник, участник Великой Отечественной войны[12].

## 29 апреля

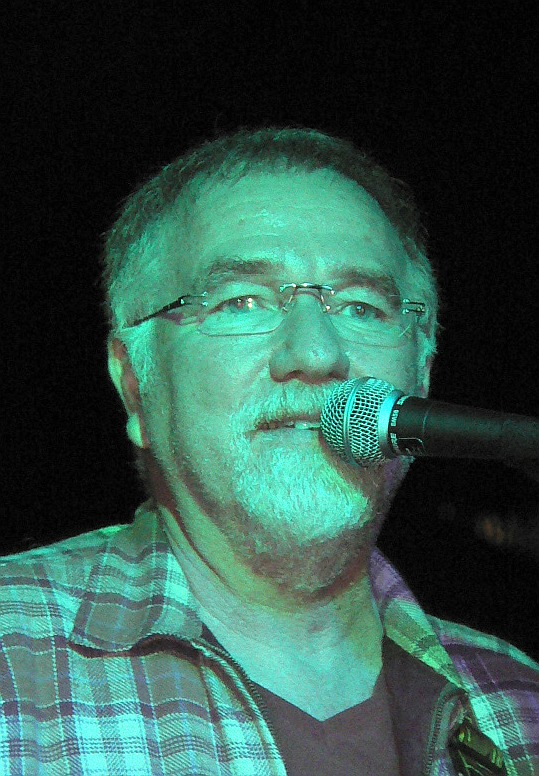
Иштван Ваго

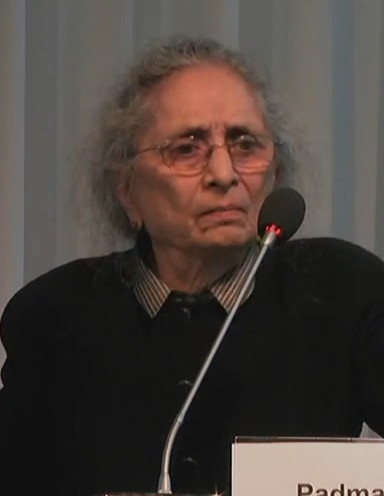
Падма Десаи

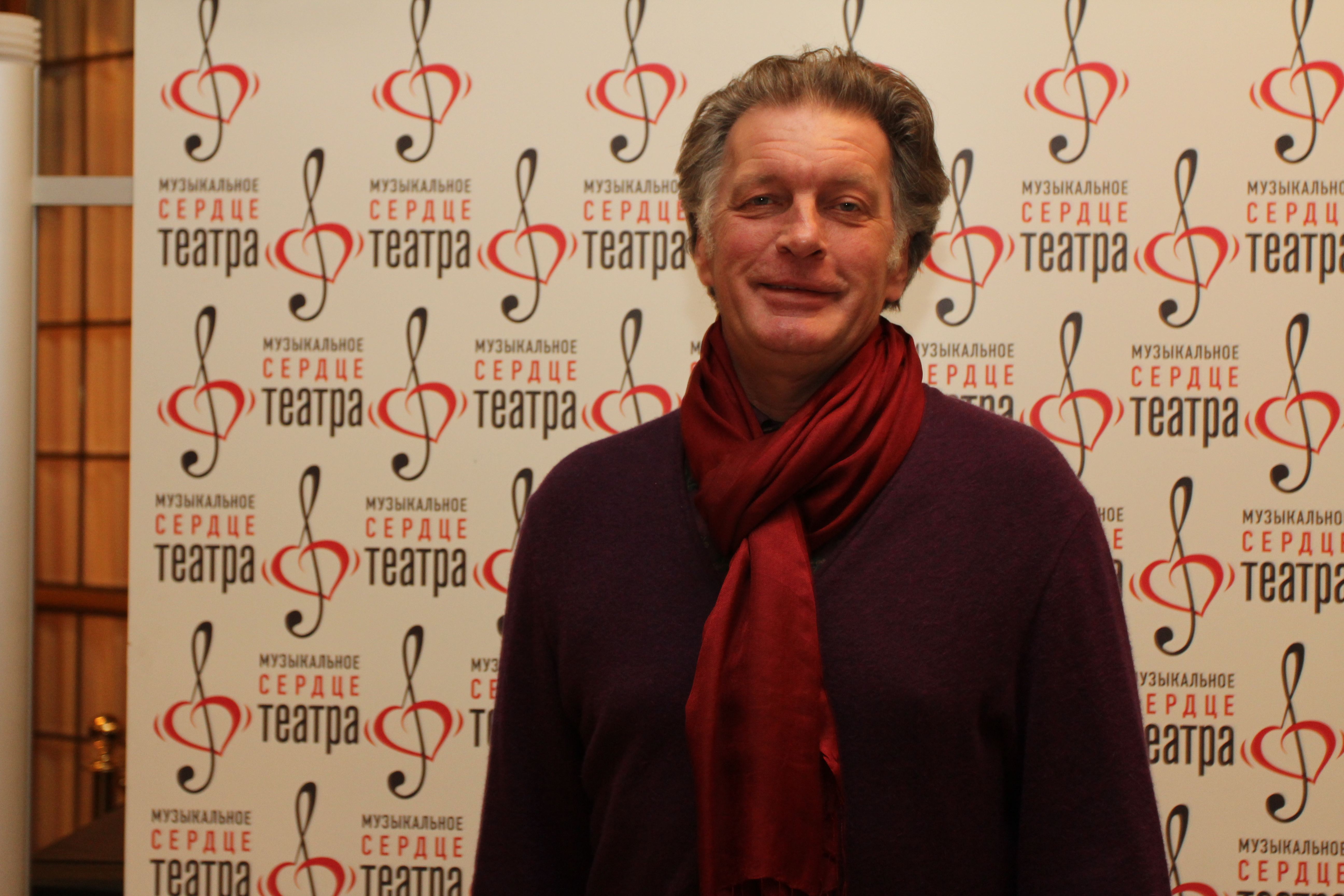
Сергей Колесников

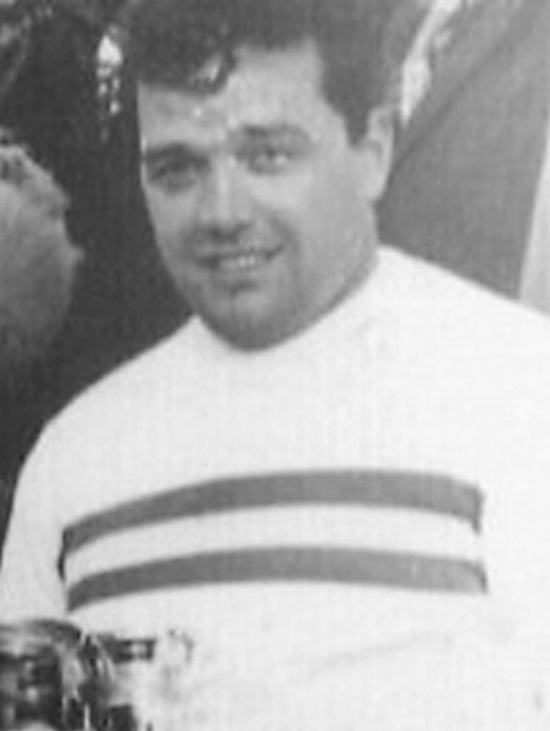
Николае Нягое

- Абу аль-Хусейн аль-Хусейни аль-Кураши — халиф Исламского государства (с 2022); убит[13].
- Ваго, Иштван (74) — венгерский телеведущий и политический активист[14].
- Десаи, Падма (91) — американский экономист в области развития, специалист по России[15].
- Димитров, Петко (78) — болгарский морской геолог и океанолог, иностранный член НАН Украины[16].
- Исрафилов, Автандил Эйнулла оглы (82) — советский и азербайджанский гармонист, народный артист Азербайджана (1998)[17].
- Колесников, Сергей Валентинович (68) — советский и российский актёр театра и кино, телеведущий, заслуженный артист Российской Федерации (1994)[18].
- Королёв, Юрий Николаевич (60) — советский спортивный гимнаст, девятикратный чемпион мира[19].
- Нягое, Николае (81) — румынский бобслеист, бронзовый призёр зимних Олимпийских игр 1968 года, чемпион Европы (1967)[20].
- Обликин, Игорь Фёдорович (86) — советский и российский дирижёр и композитор, народный артист Российской Федерации (1997)[21].
- Перфорт, Хольгер[дат.] (97) — датский актёр[22].
- Саари, Ээро[фин.] (94) — финский хоккеист, участник зимних Олимпийских игр (1952)[23].
- Себески, Дон (85) — американский композитор, дирижёр и аранжировщик[24].
- Сола, Монина (89) — доминиканская актриса театра и кино[25].
- Фоски, Армандо[итал.] (94) — итальянский политический деятель, сенатор (1976—1994)[26].

## 28 апреля

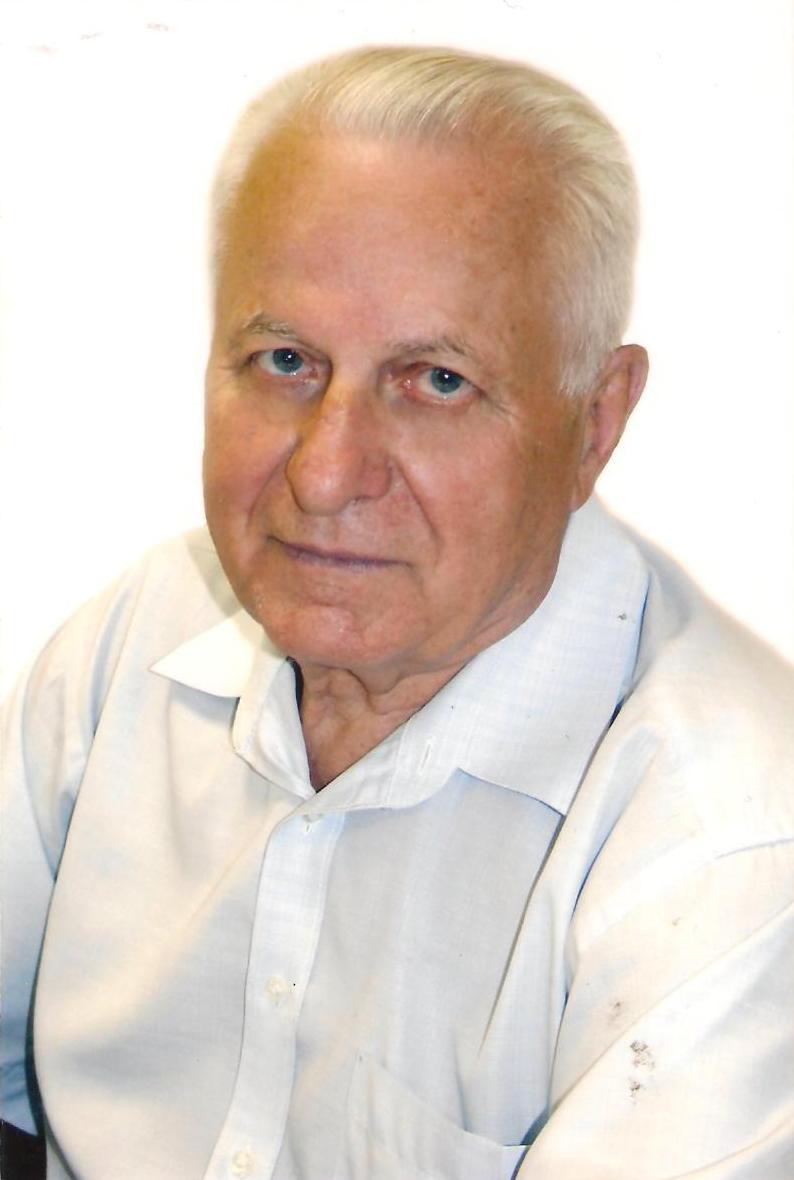
Николай Наумов

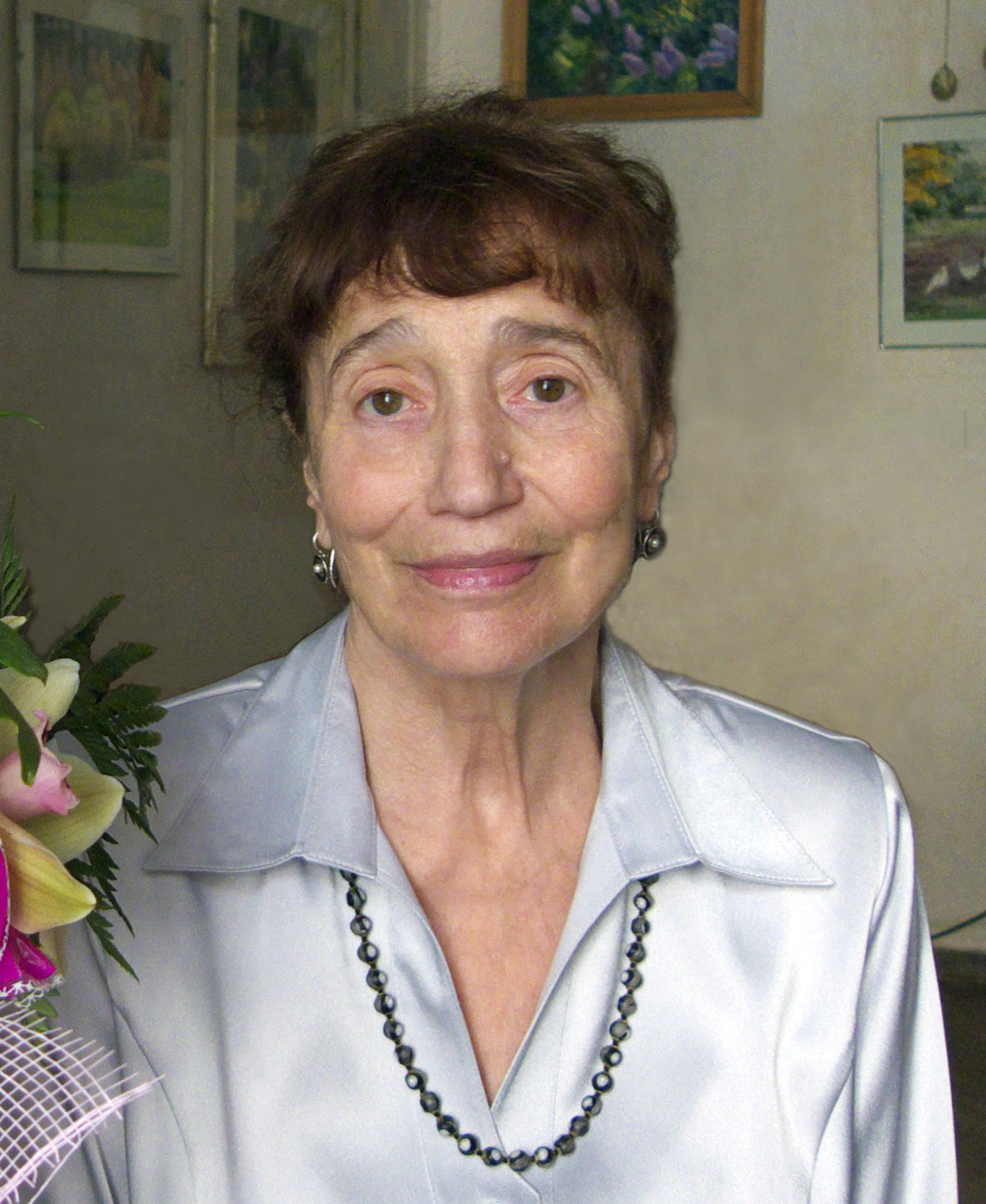
Елена Разумовская

- Ауджелло, Андреа[итал.] (62) — итальянский политик, сенатор (2006—2018, с 2022)[27].
- Бэкмен, Тим[англ.] (71) — канадский гитарист (Bachman-Turner Overdrive)[28].
- Выскочил, Иван[чеш.] (94) — чешский писатель, драматург, актёр и режиссёр[29].
- Голубева, Людмила Ивановна (95) — советская и латвийская актриса, заслуженная артистка Латвийской ССР (1979)[30].
- Гуха, Ранаджит[англ.] (99) — индийский историк[31].
- Джафич, Хасан (64) — боснийский писатель и драматург[32].
- Лилиенталь, Петер (93) — немецкий кинорежиссёр и сценарист[33].
- Наумов, Николай Георгиевич (91) — советский и российский государственный деятель, председатель Ставропольского горисполкома (1967—1971) и городской думы (1996—2000)[34].
- Петров, Юрий Анатольевич (48) — советский, российский и украинский футболист[35].
- Оттолина, Серджо[итал.] (80) — итальянский спринтер, участник летних Олимпийских игр (1964, 1968)[36].
- Разумовская, Елена Николаевна (87) — советский и российский фольклорист и этномузыколог[37].
- Стюарт, Винсент[англ.] (64) — американский генерал корпуса морской пехоты, директор Разведывательного управления Министерства обороны США (2015—2017)[38].
- Фокс, Джим[англ.] (81) — британский пятиборец, чемпион летних Олимпийских игр в командном первенстве (1976)[39].
- Хаджистоянов, Божидар (77) — болгарский художник[40].
- Якобс, Дэвид[англ.] (45) — индонезийский паралимпиец (настольный теннис), бронзовый призёр Паралимпийских игр (2012, 2020)[41].

## 27 апреля

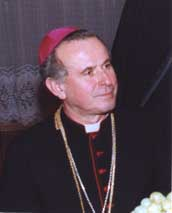
Виктор Высочанский

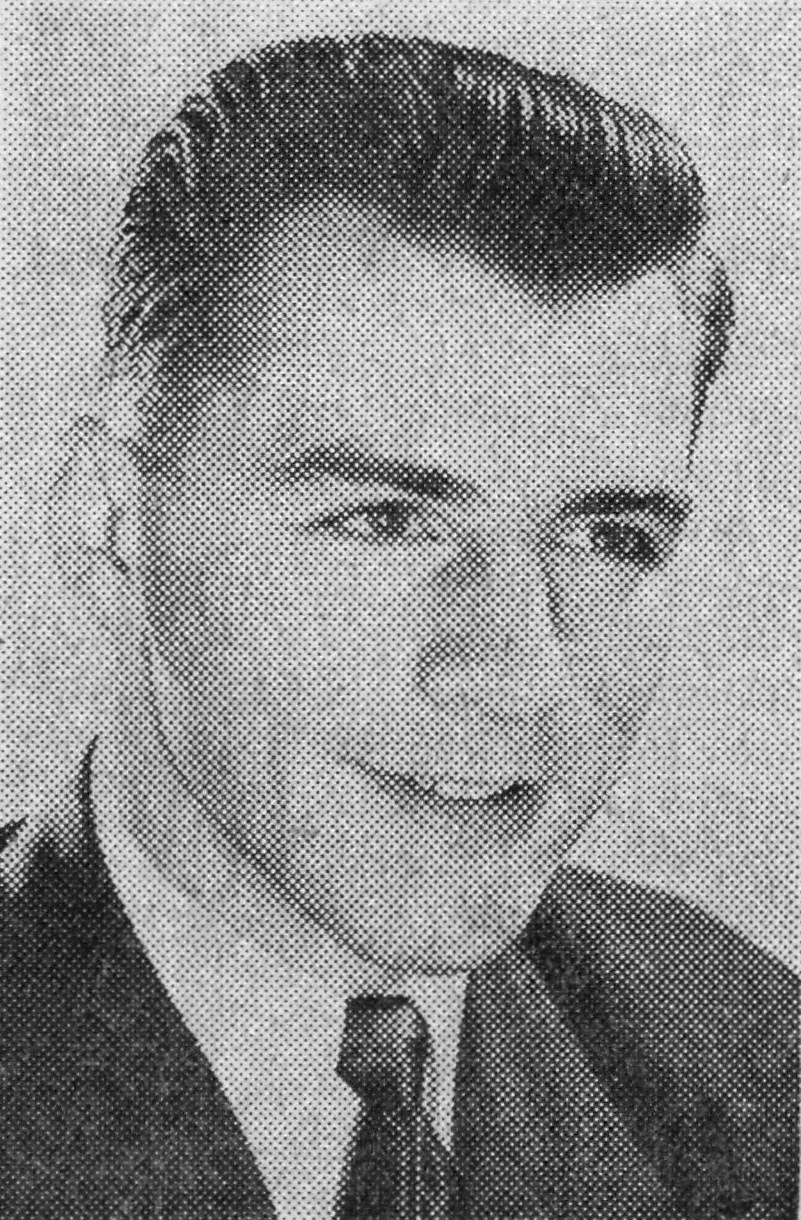
Дик Гроут

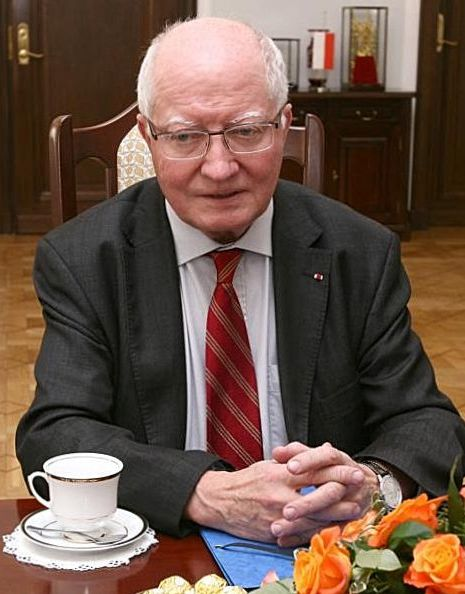
Жан-Поль Коста

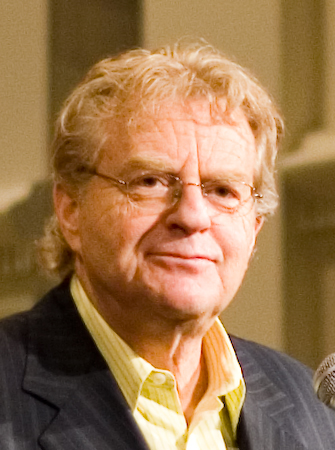
Джерри Спрингер

- Бакуменко, Александр Данилович[укр.] (69) — украинский писатель[42].
- Высочанский, Виктор (84) — глава Польско-католической церкви (с 1995), епископ Варшавы (с 1996)[43].
- Гроут, Дик (92) — американский профессиональный баскетболист и бейсболист[44].
- Каменщик, Василий Викторович[укр.] (79) — советский и украинский скульптор и архитектор[45].
- Коста, Жан-Поль (81) — французский правовед, председатель Европейского суда по правам человека (2007—2011)[46].
- Крамп, Розмари[англ.] (93) — британский археолог, президент Королевского общества древностей (2001—2004), член Британской академии (2006)[47].
- Кушнер, Гарольд[англ.] (88) — американский раввин и писатель[48].
- Ломбардо Радиче, Джованни (68) — итальянский актёр и сценарист[49].
- Сингх, Каур[англ.] (74) — индийский боксёр, участник летних Олимпийских игр (1984), чемпион Азии (1980), чемпион Азиатских игр (1982)[50].
- Спрингер, Джерри (79) — американский телеведущий, киноактёр и политический деятель, мэр Цинциннати (1977—1978)[51].
- Харрис, Ви Вилли (90) — британский рок-н-ролльный певец и музыкант[52].
- Янг, Барбара[англ.] (92) — британская актриса[53].

## 26 апреля
- Аподака, Джерри[англ.] (88) — американский политик, губернатор штата Нью-Мексико (1975—1979)[54].
- Афанасьев, Анатолий Петрович (93) — советский и российский художник[55].
- Бардеев, Игорь Александрович (87) — советский военный деятель, первый заместитель начальника ГРУ ГШ ВС СССР (198.—199.), вице-адмирал (1990)[56].
- Басилашвили, Евгений Леонович (56) — советский, грузинский и российский актёр, театральный режиссёр, заслуженный  артист Грузинской ССР[57].
- Бирон, Мишель[фр.] (89) — канадский политик, сенатор (2001—2009)[58].
- Борисов, Владимир Владимирович (75) — советский и российский актёр театра и кино, народный артист России (1999)[59].
- Будников, Борис Фёдорович (81) — советский яхтсмен, серебряный призёр Олимпийских игр (1980)[60].
- Ван Дейк, Силия[нидерл.] (81) — нидерландский продюсер, лауреат премии «Оскар» за лучший анимационный короткометражный фильм (1985)[61].
- Дрейфус, Тони[фр.] (84) — французский политик, депутат Национального собрания (1997—2012)[62].
- Караханян, Вазген Гукасович (76) — армянский политический деятель, депутат Национального собрания (2003—2017)[63].
- Лиз, Роже[фр.] (95) — французский политик, сенатор (1977—1995)[64].
- Лённебо, Мартин[швед.] (93) — шведский лютеранский священник, епископ Линчёпинга (1980—1994)[65]
- Мамуккоя (76) — индийский актёр и комик[66].
- Оливерос, Рамиро[исп.] (82) — испанский актёр[67].
- Раутелин, Стина[фин.] (59) — финская актриса[68].
- Рингелет, Адела[исп.] (93) — аргентинский астрофизик и астроном[69].
- Руфино, Альзира (73) — бразильская писательница и общественная деятельница[70].
- Семёнов, Юрий Иванович (93) — советский и российский историк, философ и этнолог, доктор исторических наук, профессор[71].
- Сулеймани, Аббас-Али[англ.] (75) — иранский аятолла, член Совета экспертов; убит[72].
- Удальцов, Вячеслав Сергеевич (92) — советский и российский учёный-ядерщик, лауреат Государственной премии СССР, заслуженный деятель науки Российской Федерации[73].
- Уильямс, Артур (58) — американский боксёр-профессионал, чемпион мира по версии IBF (1998—1999) (о смерти объявлено в этот день)[74].
- Фернандес, Исидор[англ.] (76) — индийский католический прелат, епископ Аллахабада (1988—2013)[75].
- Хаят, Сами[англ.] (79) — ливанский актёр, режиссёр и писатель[76].
- Шютц, Йозеф[англ.] (102) — немецкий нацистский преступник[77].

## 25 апреля

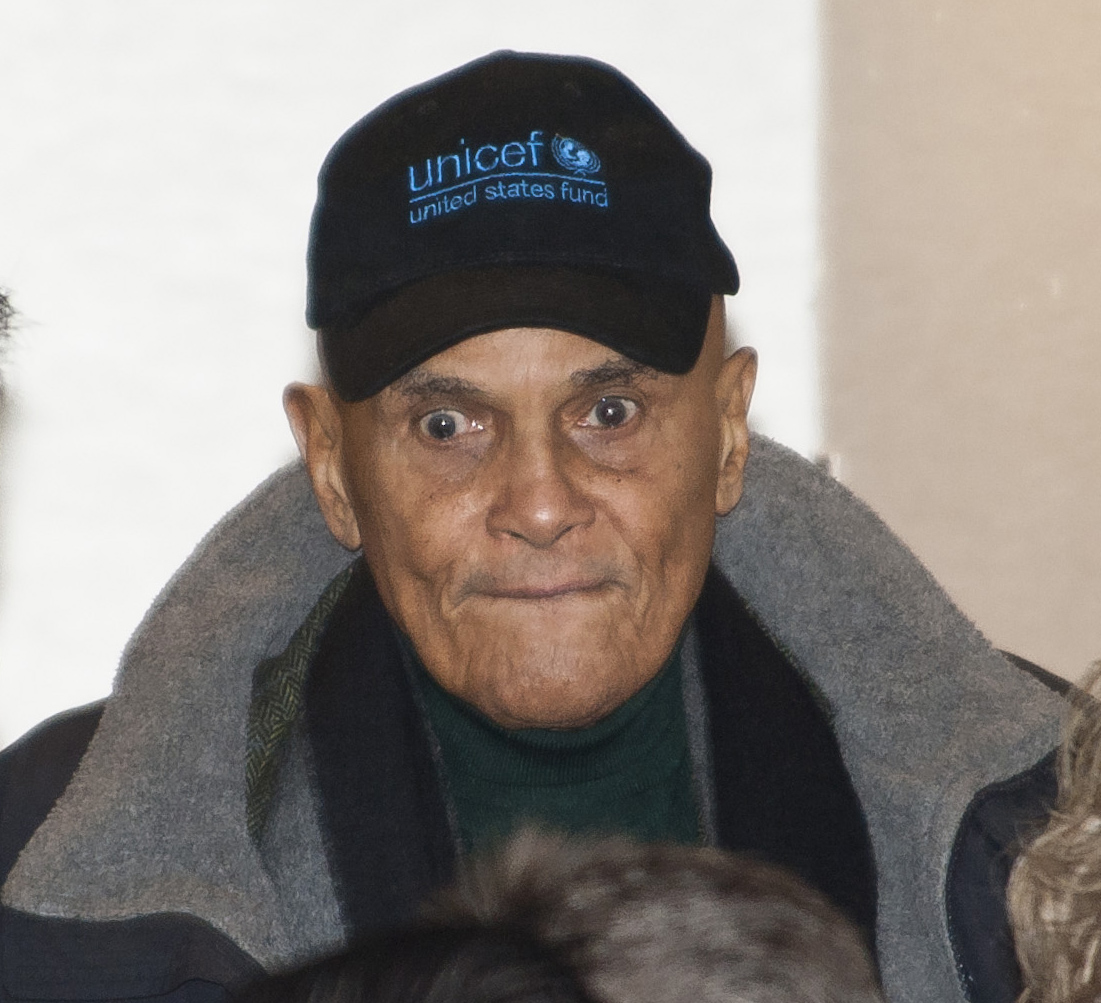
Гарри Белафонте

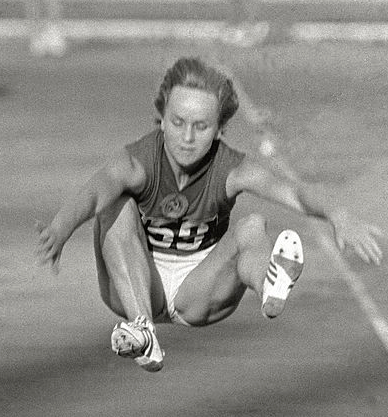
Вера Крепкина

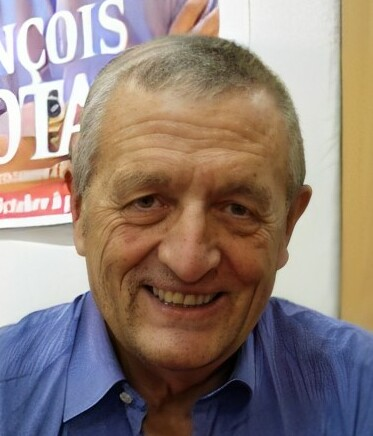
Франсуа Леотар

- Аграма, Фрэнк[англ.] (93) — американский кинорежиссёр, продюсер и писатель[78].
- Бадал, Паркаш Сингх[англ.] (95) — индийский политик, главный министр штата Пенджаб (1970—1971, 1977—1980, 1997—2002 и 2007—2017)[79].
- Белафонте, Гарри (96) — американский певец, актёр и правозащитник[80].
- Бишофф, Уинфрид[англ.] (81) — британский банкир, председатель правления Citigroup (2007—2009) и Lloyds Banking Group (2009—2014)[81].
- Богачёв, Геннадий Петрович (78) — советский и российский актёр театра и кино, народный артист РСФСР (1990)[82].
- Вейс, Манфред[нем.] (88) — немецкий композитор[83].
- Зильбер, Анатолий Петрович (92) — советский и российский реаниматолог и анестезиолог, доктор медицинских наук (1969), профессор (1973)[84].
- Йохансен, Ханна (83) — швейцарская писательница[85].
- Кокрофт, Джон[англ.] (88) — британский политик и журналист, член Парламента (1974—1979)[86].
- Крепкина, Вера Самойловна (90) — советская легкоатлетка, олимпийская чемпионка в прыжках в длину (1960)[87].
- Крупова, Йитка[чеш.] (99) — чешская оперная певица и артистка оперетты[88].
- Левитис, Ефим (Хаим) Завельевич (72) — еврейский религиозный деятель, главный раввин Ленинграда / Петербурга (1980—1997)[89].
- Леотар, Франсуа (81) — французский политик, министр культуры (1986—1988) и обороны (1993—1995)[90].
- Матаэлига, Алапати Луи[англ.] (70) — самоанский католический прелат, архиепископ Самоа-Апиа (с 2002)[91].
- Надыкта, Владимир Дмитриевич (76) — российский учёный в области биотехнологии растениеводства, защиты растений, пищевой промышленности и пищевой безопасности, академик РАСХН (2007—2013), академик РАН (2013)[92].
- Плюснин, Виктор Фёдорович (76) — советский и российский фотохимик и фотофизик, доктор химических наук, профессор кафедры физической химии НГУ, сотрудник ИХКГ СО РАН[93].
- Фомин, Валерий Иванович (84) — советский и российский режиссёр, сценарист и художник[94].

## 24 апреля
- Абрамов, Алексей Сергеевич (96) — советский и российский историк, писатель, публицист[95].
- Алибегов, Томас Иванович (85) — советский и российский финансист[96].
- Дэмура, Фумио (84) — японский мастер и учитель боевых искусств[97].
- Картер, Дэвид[англ.] (80) — американский предприниматель и писатель[98].
- Ляхович, Вячеслав Валентинович (83) — советский и российский биохимик, директор НИИ молекулярной биологии и биофизики СО РАМН (1992—2015), академик РАМН (1994—2013), академик РАН (2013)[99].
- Фатах, Тарек[англ.] (73) — пакистано-канадский журналист и писатель[100].
- Халилович, Сенахид (65) — боснийский лингвист, действительный член Академии наук и искусств Боснии и Герцеговины (2019)[101].
- Хамед, Алехандро[исп.] (89) — парагвайский политик, министр иностранных дел (2008—2009)[102].
- Чокина, Шербан[рум.] (83) — румынский спортсмен (тройной прыжок), чемпион Европы (1966)[103].
- Шелдон, Гилберт Игнатиус[англ.] (96) — американский католический прелат, епископ Стьюбенвилла (1992—2002)[104].

## 23 апреля

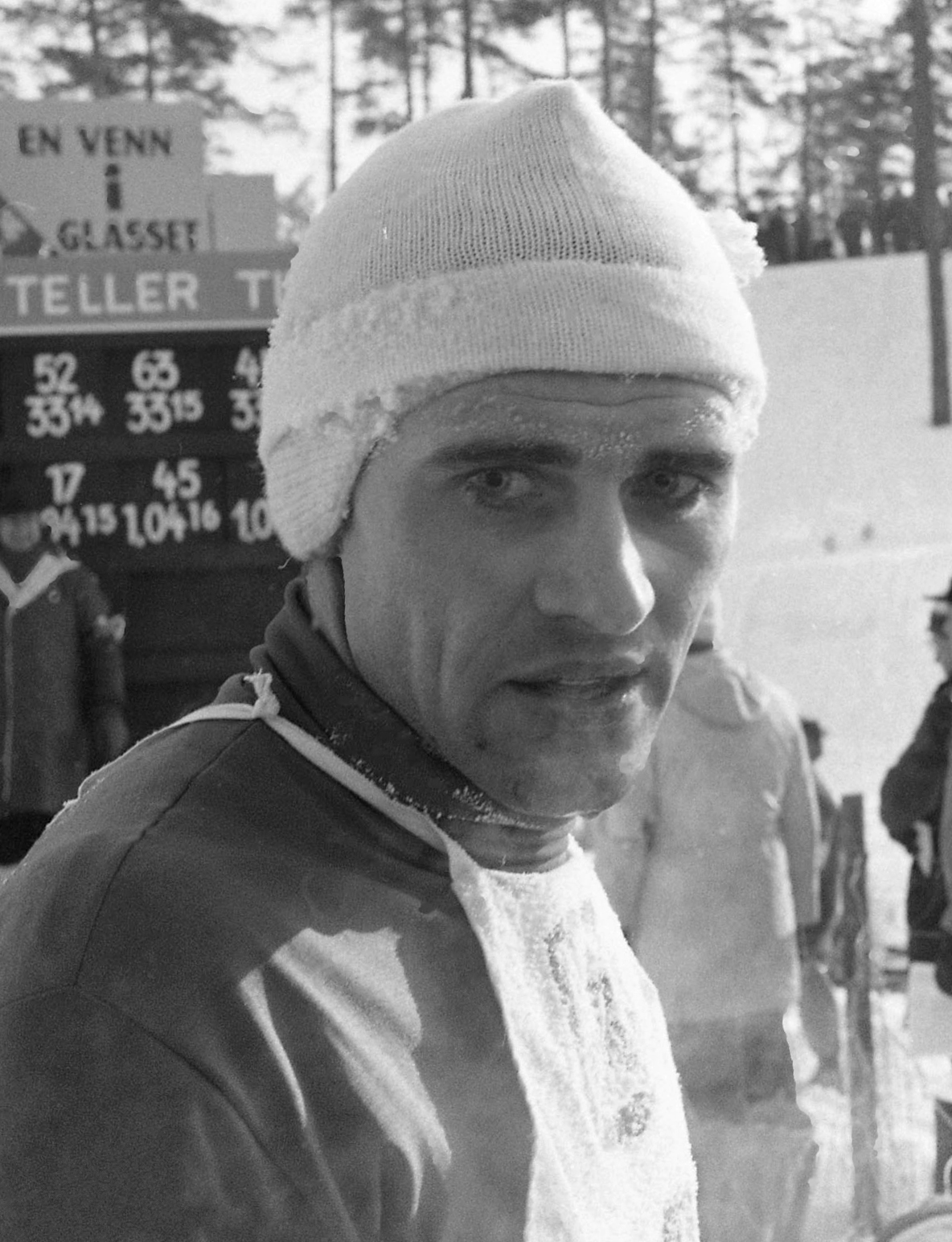
Анатолий Акентьев

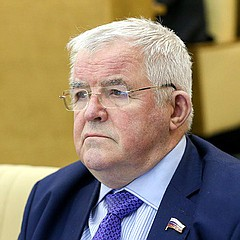
Николай Борцов

- Акентьев, Анатолий Васильевич (81) — советский и российский лыжник и тренер по лыжным гонкам, президент Федерации лыжного спорта России (1996—2004), народный депутат СССР (1989—1991)[105].
- Боржес, Селсу[порт.] (63) — бразильский поэт[106].
- Борисов, Валентин Михайлович (72) — российский и украинский политический деятель, председатель Севастопольского городского совета (2002—2006)[107].
- Борцов, Николай Иванович (77) — советский и российский бизнесмен, хозяйственный и политический деятель, депутат Государственной думы (с 2003)[108].
- Видич, Саша[серб.] (53) — сербский модельер[109].
- Гузикова, Светлана Николаевна (73) — советская и российская актриса театра, заслуженная артистка России (1996)[110].
- Жакет, Ивонн[англ.] (88) — американская художница[111].
- Куртик, Геннадий Евсеевич (72) — российский астроном и историк астрономии, поэт[112].
- Маркаров, Борис Ваганович (87) — советский ватерполист и хозяйственный деятель, бронзовый призёр Олимпийских игр (1956), генеральный директор Леноблэнерго (1976—1991)[113].
- Оссельман, Райнер (62) — немецкий ватерполист, бронзовый призёр Олимпийских игр (1984)[114].
- Патрик, Роберт[англ.] (85) — американский драматург и поэт[115].
- Петров, Андрей Борисович (77) — советский и российский артист балета и хореограф, основатель и художественный руководитель театра «Кремлёвский балет» (с 1990), народный артист РСФСР (1985)[116].
- Узденов, Джашарбек Борисович (56) — российский политический деятель, депутат Государственной думы (с 2021)[117].
- Шу, Фрэнк (79) — американский астрофизик, член Национальной академии наук США (1987)[118].

## 22 апреля

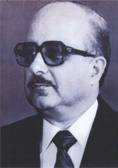
Мудар Бадран

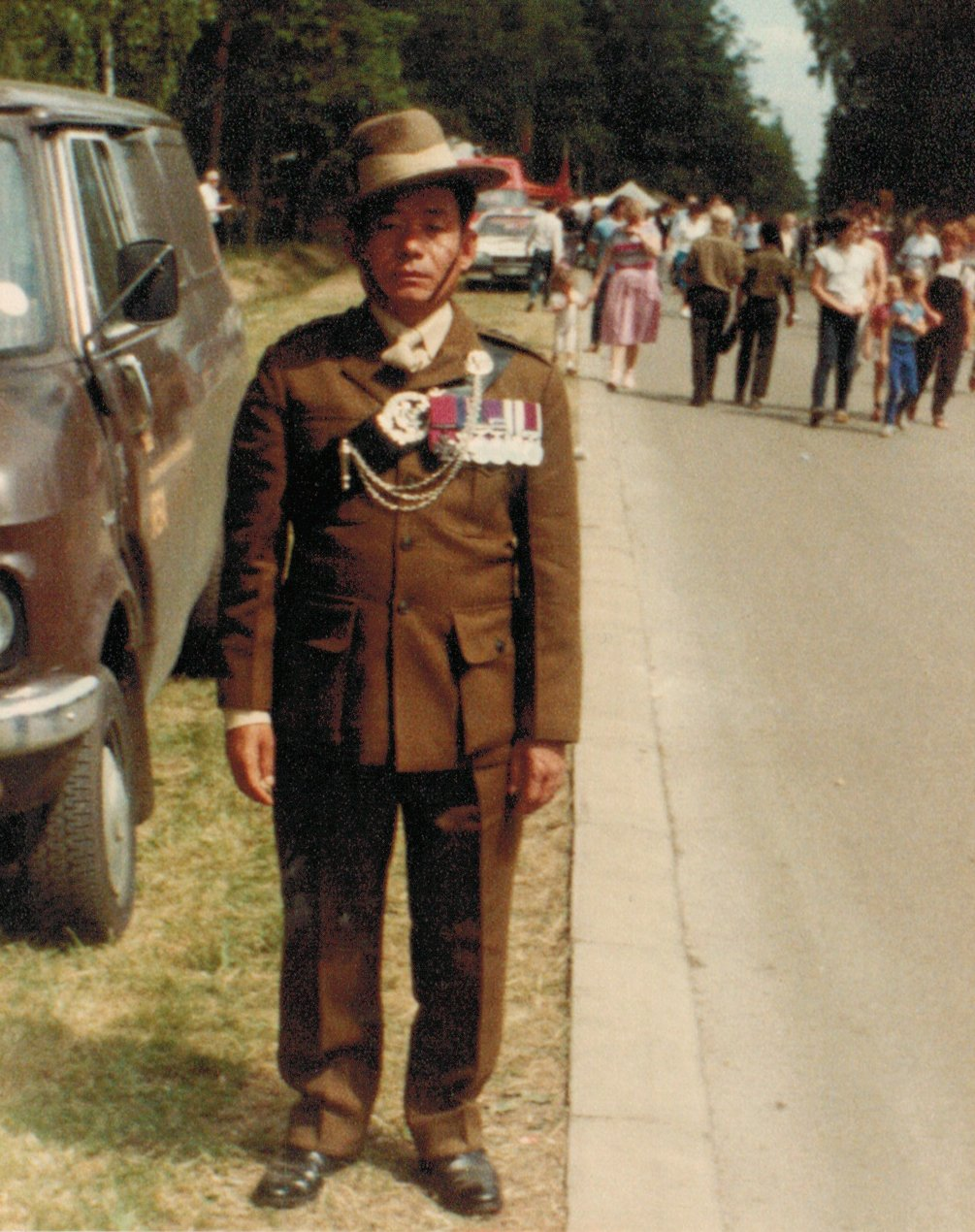
Рамбахадур Лимбу

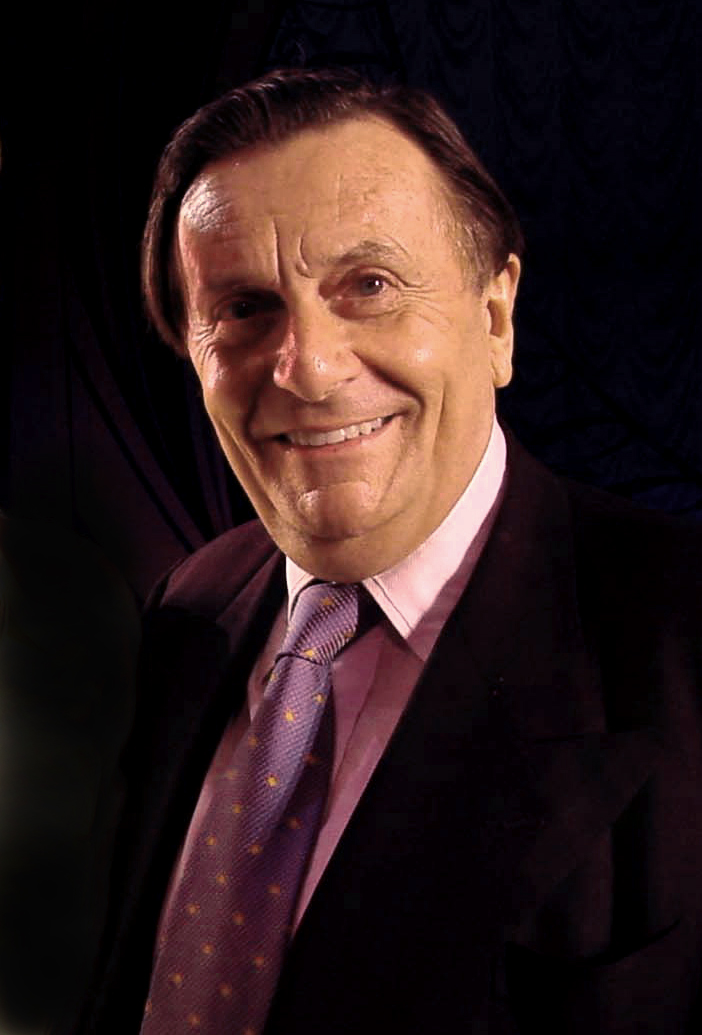
Барри Хамфрис

- Аверкиев, Константин Владимирович (95) — советский, украинский и российский спелеолог, краевед, исследователь крымских пещер[119].
- Артемий (Кищенко) (70) — иерарх Русской православной церкви, архиепископ Гродненский и Волковысский (1996—2021)[120].
- Атаджанов, Алихан Рахматович (84) — советский и узбекский государственный и партийный деятель, первый секретарь Кашкадарьинского обкома КПСС (1989—1991), председатель Кашкадарьинского облисполкома (1990—1991), народный депутат СССР (1989—1991)[121].
- Багров, Владимир Феликсович (67) — советский и российский музыкант и композитор[122].
- Бадран, Мудар (89) — иорданский политик, премьер-министр (1976—1979, 1980—1984 и 1989—1991)[123].
- Байкаи, Иштван[венг.] (59) — венгерский политический деятель, депутат парламента[124].
- Бирн, Хью[англ.] (83) — ирландский политик, член Палаты представителей (1969—1982)[125].
- Бобыкин, Леонид Фёдорович (93) — советский и российский государственный и партийный деятель, первый секретарь Свердловского обкома КПСС (1988—1990), первый секретарь Свердловского горкома КПСС[126].
- Вада, Юн Ацуши[англ.] (99) — канадский невролог, автор теста Вады[127].
- Гонсалес Салас, Марсела[исп.] (75) — мексиканский политик, депутат Конгресса (1985—1988, 2003—2006, 2015—2018), председатель Палаты депутатов (2006)[128].
- Гудман, Лен[англ.] (78) — английский профессиональный бальный танцор, судья и тренер по танцам[129].
- Дуглас, Херб[англ.] (101) — американский легкоатлет (прыжки в длину), бронзовый призёр Олимпийских игр в Лондоне (1948)[130].
- Карваньский, Эдмунд[пол.] (94) — польский актёр[131].
- Куодите, Даля[лит.] (61) — литовский историк и политическая деятельница, депутат Сейма Литвы (2008—2016)[132].
- Лимбу, Рамбахадур (83) — непальский гуркх, британский военнослужащий, кавалер креста Виктории[133].
- Микс, Дейл[англ.] (47) — британский актёр театра и телевидения[134].
- Муравлёв, Алексей Алексеевич (98) — советский и российский композитор и музыкальный педагог, заслуженный деятель искусств РСФСР (1981), лауреат Сталинской премии II степени[135].
- Сарантитис, Василис[греч.] (85) — греческий политический деятель, министр торговли[136].
- Сундквист, Ульф[фин.] (78) — финский политический деятель, депутат парламента Финляндии (1970—1983), министр образования (1972—1975), министр торговли и промышленности (1979—1981)[137].
- Хамфрис, Барри (89) — австралийский актёр[138].
- Цзэн Шунсян, Джеймс[англ.] (96) — малайзийский католический прелат, епископ Малакка-Джохора (1973—2001)[139].
- Чжу Мин[кит.] (85) — тайваньский скульптор; самоубийство[140].

## 21 апреля

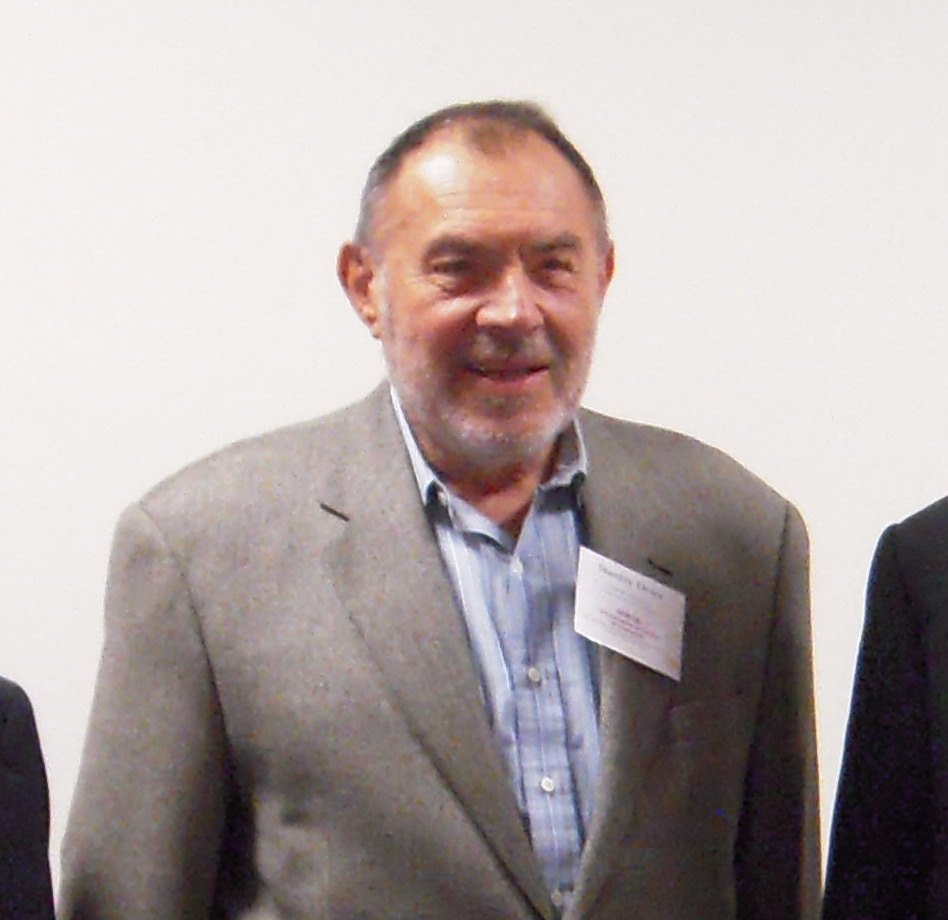
Стэнли Дезер

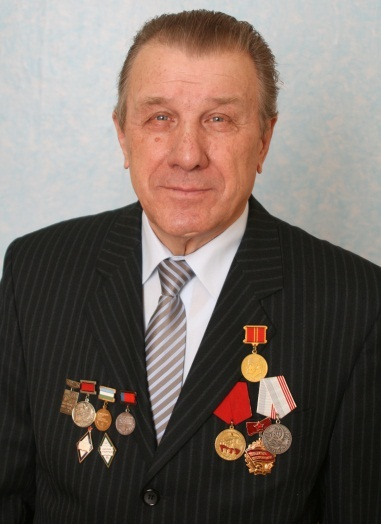
Иван Карпухин

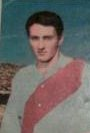
Хуан Сарнари

- Ашрапова, Лидия Леонтьевна (87) — советская и российская актриса и кинопродюсер, заслуженная артистка Казахской ССР[141].
- Баиг, Энвер[англ.] (78) — пакистанский политик, сенатор (2003—2009)[142].
- Барретт, Эрни[англ.] (93) — американский баскетболист («Бостон Селтикс»)[143].
- Береш, Эрнё[англ.] (94) — венгерский легкоатлет (бег на длинные дистанции), участник Летних Олимпийских игр 1952 года[144].
- Джаи, Мирелла[итал.] (93) — итальянский политический деятель, сенатор (2008—2013)[145].
- Дезер, Стэнли (92) — американский физик-теоретик, известный своим вкладом в общую теорию относительности, член Национальной академии наук США, иностранный член Лондонского королевского общества (2021)[146].
- Дэвид Фрэнсис Дадли Ноллис, 3-й виконт Ноллис (91) — британский пэр, виконт Ноллис (1966—2023), член Палаты лордов (1966—1999)[147].
- Зубарев, Юрий Борисович (85) — советский и российский учёный в области связи и информатики, член-корреспондент РАН (1997)[148].
- Канунго, Трилочан[англ.] (82) — индийский политик, депутат Лок Сабхи (1999—2004)[149].
- Карпухин, Иван Егорович (87) — советский и российский поэт, писатель, фольклорист, доктор филологических наук, профессор[150].
- Карри, Джон А.[англ.] (88) — американский деятель образования, ректор Северо-Восточного университета (1989—1996)[151].
- Коллерич, Отто (89) — австрийский пианист и музыковед[152].
- Куодите, Далия[лит.] (61) — литовский историк и политик, депутат Сейма (2008—2016)[153].
- Курдюмов, Анатолий Константинович (85) — советский и российский тренер по боксу и кикбоксингу, заслуженный тренер РФ (1997)[154]
- Москович, Иван[нидерл.] (96) — нидерландский и израильский изобретатель и дизайнер игр и игрушек, переживший Холокост[155].
- Попов, Леонид Евгеньевич (97) — советский и российский физик, доктор физико-математических наук, профессор, заслуженный деятель науки Российской Федерации (1997)[156].
- Рендине, Серджо (68) — итальянский композитор[157].
- Ричардс, Тед[англ.] (76) — американский художник-карикатурист, автор «Подпольных комиксов»[158].
- Сарнари, Хуан Карлос (81) — аргентинский футболист, игрок национальной сборной, участник чемпионата мира (1966)[159].
- Сондерс, Кейт[англ.] (62) — британская писательница и актриса, лауреат премии Бетти Траск и премии Коста[160].
- Стюарт, Марк[англ.] (62) — британский музыкант, сооснователь и вокалист группы The Pop Group, автор песен, пионер постпанка[161].
- Трантер, Джон[англ.] (79) — австралийский поэт[162].
- Чарльз, Мария (93) — британская актриса[163].
- Чейкова, Магулена[чеш.] (86) — чехословацкий политик, депутат Федерального собрания (1990—1992)[164].
- Гукало, Василий Михайлович (29) — украинский военнослужащий, солдат, участник российско-украинской войны, Герой Украины (2024, посмертно): погиб при авиаударе.

## 20 апреля
- Джайюзи, Сальма Хадра (95) — палестинская поэтесса, публицист и переводчица[165].
- Ёнэкура, Кэндзи[яп.] (83) — японский боксёр, участник летних Олимпийских игр (1956)[166].
- Зелент, Иван Зигмундович (82) — российский государственный и политический деятель, председатель Законодательного собрания Иркутской области (1994—2000), член Совета Федерации Российской Федерации от Иркутской области (1996—2001)[167].
- Зингерис, Маркас (76) — литовский писатель, поэт, драматург, переводчик, журналист[168].
- Зинченко, Алексей Павлович (86) — советский и российский специалист в области статистики и экономики сельского хозяйства, член-корреспондент РАСХН (1991—2014), член-корреспондент РАН (2014)[169].
- Каббар, Рана[тур.] (78) — турецкий актёр[170].
- Мелло, Ада[порт.] — бразильский политик, сенатор (2008—2009)[171].
- Райли, Гарольд[англ.] (88) — английский художник[172].
- Райт, Джон[англ.] (79) — американский монтажёр, лауреат премии BAFTA за лучший монтаж (1995)[173].
- Саркисян, Аркадий Григорьевич (71) — советский и армянский партийный и политический деятель, второй секретарь ЦК КП Армянской ССР (1990—1991), депутат Верховного Совета Армянской ССР (1987—1990), Национального Собрания (1992—1995)[174].
- Фила, Марек[словац.] (63) — словацкий математик, доктор наук, профессор[175].
- Фусте, Жозеп (82) — испанский футболист, игрок национальной сборной, чемпион Европы (1964)[176].
- Чопра, Памела (74) — индийская певица[177].
- Шитик, Виктор Павлович (82) — советский и российский тренер по боксу, заслуженный тренер РСФСР (1983)[178].
- Штерн, Моше[ивр.] (87) — израильский кантор[179].

## 19 апреля

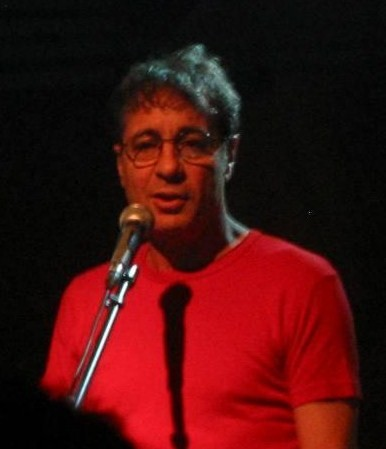
Йонатан Гефен

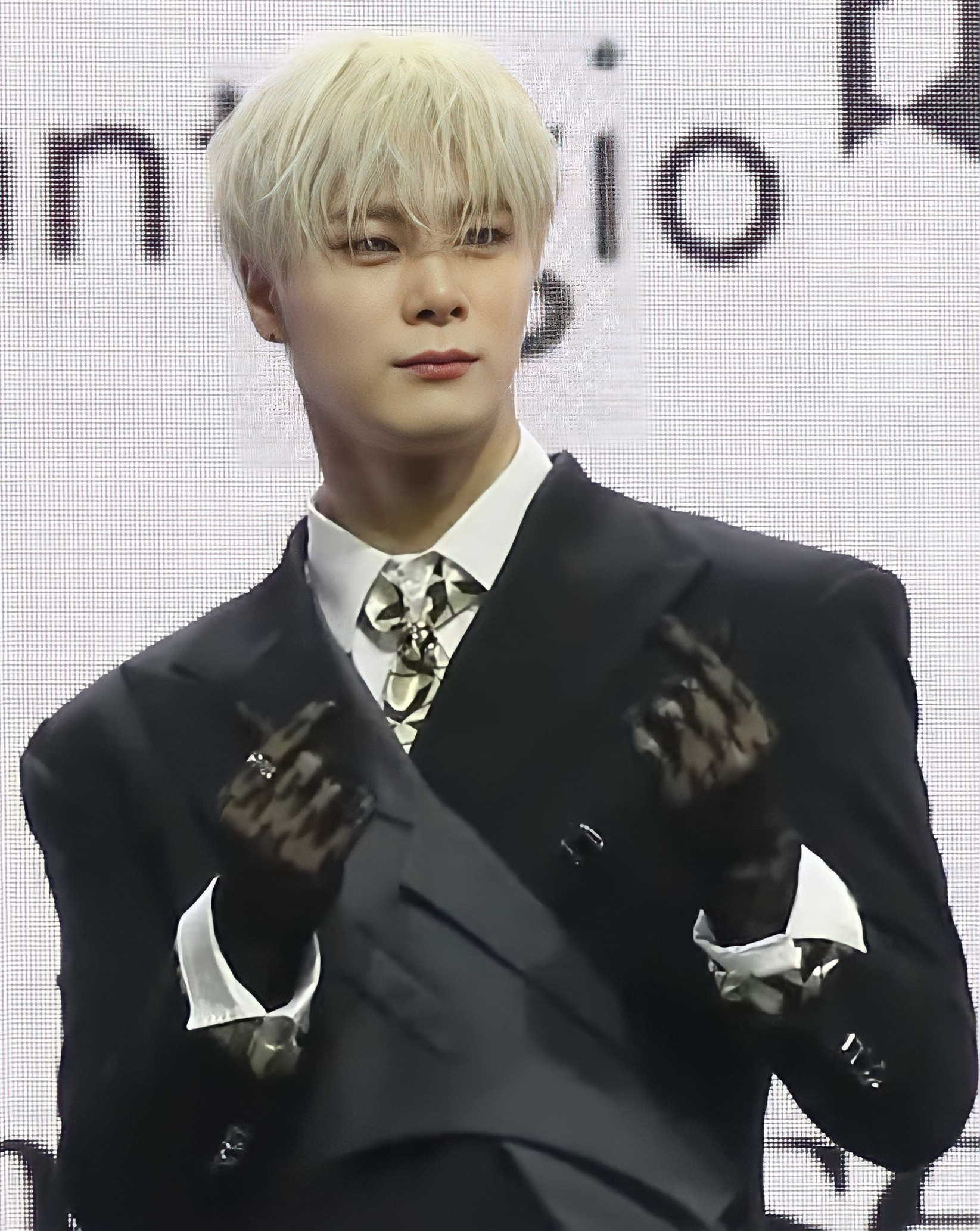
Мунбин

- Акбашев, Борис Залманович (89) — советский и исландский гандбольный тренер[180].
- Гальпер, Аркадий Моисеевич (92) — советский и российский физик, директор Института космофизики НИЯУ МИФИ, лауреат Государственной премии СССР[181].
- Гефен, Йонатан (76) — израильский поэт, писатель, публицист[182].
- Демель, Вальтер (87) — немецкий лыжник, бронзовый призёр чемпионата мира (1966), участник четырёх Олимпийских игр (1964, 1968, 1972, 1976)[183].
- Дин, Роберт[англ.] (67) — американский гандболист, Участник летних Олимпийских игр (1976)[184].
- Магуайр, Боб[англ.] (88) — австралийский католический священник и общественный деятель[185].
- Ману, Санда[рум.] (89) — румынская актриса и кинорежиссёр[186].
- Мельниченко, Владимир Владимирович[укр.] (91) — советский и украинский скульптор[187].
- Мунбин (25) — южнокорейский певец, танцор, актёр и модель[188];.
- Нобис, Джереми[англ.] (52) — американский горнолыжник, участник Олимпийских игр 1994 года[189].
- Нордлунд, Гарриет (68) — шведская актриса и сценарист[190].
- Нотомб, Шарль-Фердинанд[англ.] (86) — бельгийский государственный деятель, президент палаты представителей (1979—1980, 1988—1995), министр иностранных дел (1980—1981)[191].
- Пампулова, Елена[болг.] (50) — болгарская теннисистка[192].
- Петров Дмитрий Дмитриевич (33) — российский активист-анархист, антрополог-этнограф, доброволец ВСУ, погиб в бою под Бахмутом[193].
- Петцольд, Мартин[нем.] (67) — немецкий оперный певец (тенор)[194].
- Риордан, Ричард[англ.] (92) — американский политический деятель, мэр Лос-Анджелеса (1993—2001)[195].
- Сальваторе, Федерико[англ.] (63) — итальянский певец, автор песен и актёр-комик[196].
- Швец, Николай Яковлевич (87) — советский и украинский юрист, член-корреспондент Национальной академии правовых наук Украины (2004)[197].

## 18 апреля
- Арен, Вяйно[эст.] (89) — эстонский актёр и танцор балета[198].
- Маврофиди, Ахиллес (66) — абхазский и российский тренер по гребле на байдарках и каноэ, старший тренер Паралимпийской сборной России, мастер спорта СССР, заслуженный тренер Абхазии[199].
- Мконо, Нимрод[англ.] (79) — танзанийский политический деятель, депутат парламента Танзании (2000—2015)[200].
- Рамеш, Аллу (52) — индийский актёр[201].
- дель Росарио, Альберт[англ.] (83) — филиппинский государственный деятель и дипломат, министр иностранных дел (2011—2016), посол в США (2001—2006)[202].
- Тартышников, Александр Максимович (80) — советский и украинский актёр[203].
- Фаусту, Борис[порт.] (92) — бразильский историк и политолог[204].
- Шевченко, Вадим Викторович[укр.] (66) — советский и украинский футболист и футбольный арбитр[205].
- Якимчук, Александр Павлович (67) — украинский актёр, народный артист Украины (2005)[206].

## 17 апреля

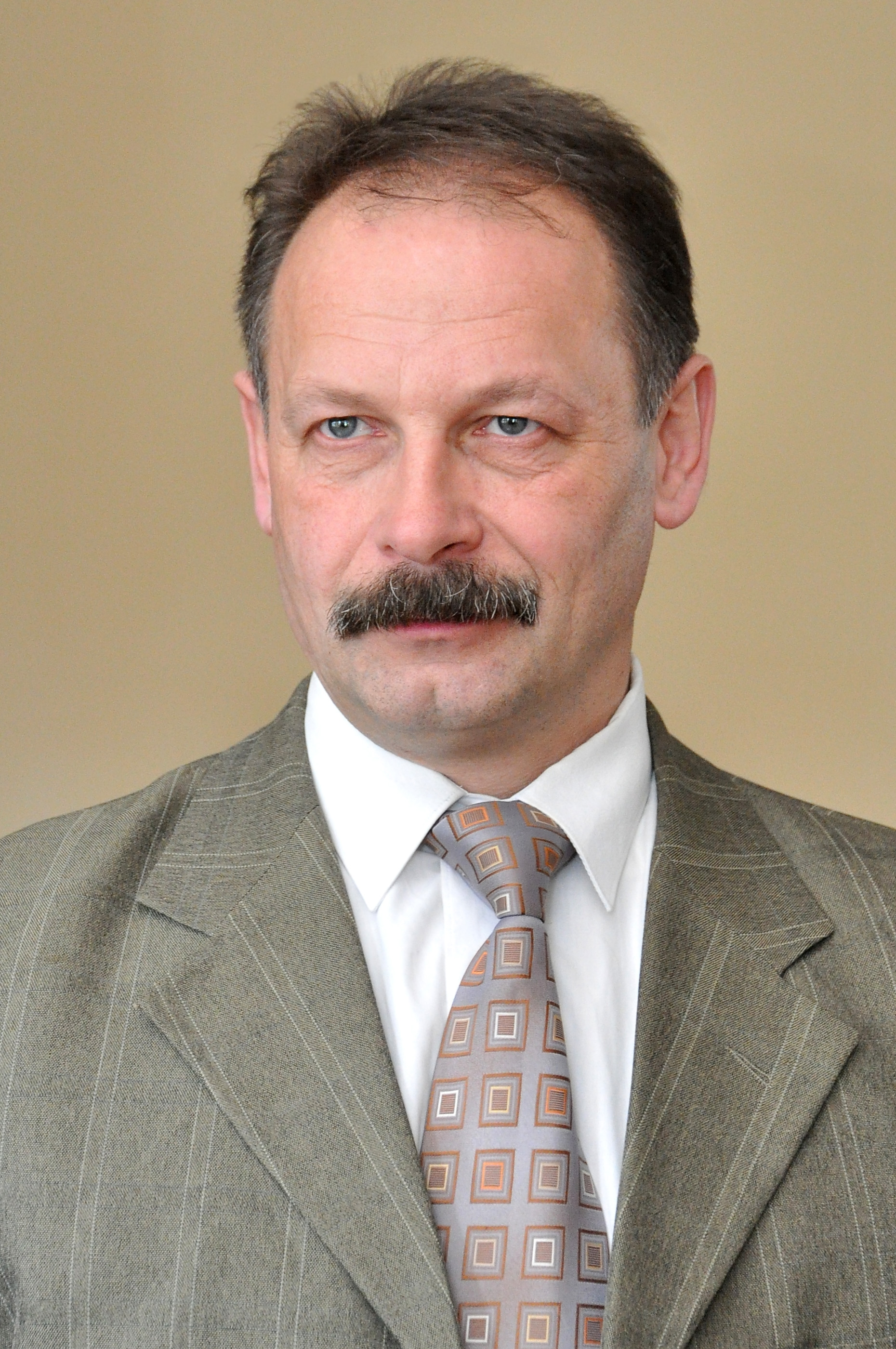
Олег Барна

- Барна, Олег Степанович (55) — украинский политик, участник российско-украинской войны, народный депутат Украины (2014—2019); погиб в бою[207].
- Гогуа, Сенер Неджемович (51) — абхазский политик, депутат Парламента 4-го созыва (2007—2012)[208].
- Дивак, Виктория Викторовна (29) — российская гандболистка, трёхкратная чемпионка России; падение с высоты[209].
- Ицхаки, Соломон[ивр.] (79) — израильский экономист, руководитель Центрального бюро статистики Израиля (2002—2012)[210].
- Ловас, Лазар[венг.] (80) — венгерский легкоатлет (метание молота), бронзовый призёр летних Олимпийских игр 1968 года[211].
- Николини, Клаудио[итал.] (81) — итальянский биофизик, иностранный член РАН (2008)[212].
- Осипенко, Александр Николаевич (82) — советский военный лётчик и военачальник, заслуженный военный лётчик СССР, генерал-лейтенант авиации[213].
- Пессоа, Жоаким[порт.] (75) — португальский поэт[214].
- Ривас Гарсия, Сантос Ильдебрандо (111) — сальвадорский супердолгожитель[215].
- Селькин, Михаил Васильевич (75) — советский и белорусский математик-алгебраист, ректор Гомельского государственного университета им. Ф. Скорины (1999—2004), депутат Совета Республики (2000—2004)[216].
- Сторожев, Никита Леонидович (73) — советский и американский оперный певец (бас) и педагог[217].
- Този, Вирджилио[итал.] (97) — итальянский кинорежиссёр-документалист и историк раннего кино, президент Международной ассоциации научного кино[218].
- Трен, Бенте[норв.] (64) — норвежский сексолог и писательница[219].
- Шкапенко, Павел Леонидович (50) — украинский футболист, шестикратный чемпион Украины[220].

## 16 апреля

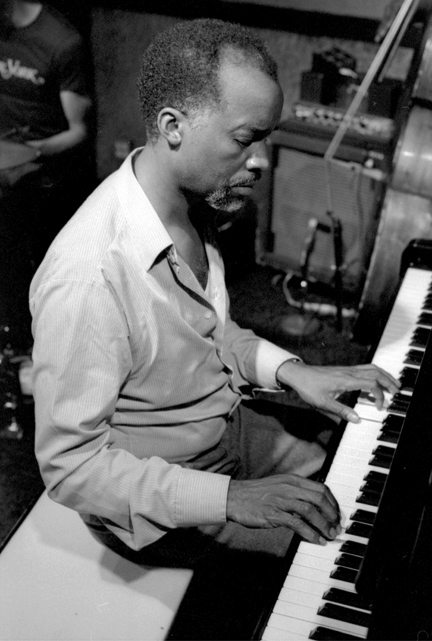
Ахмад Джамал

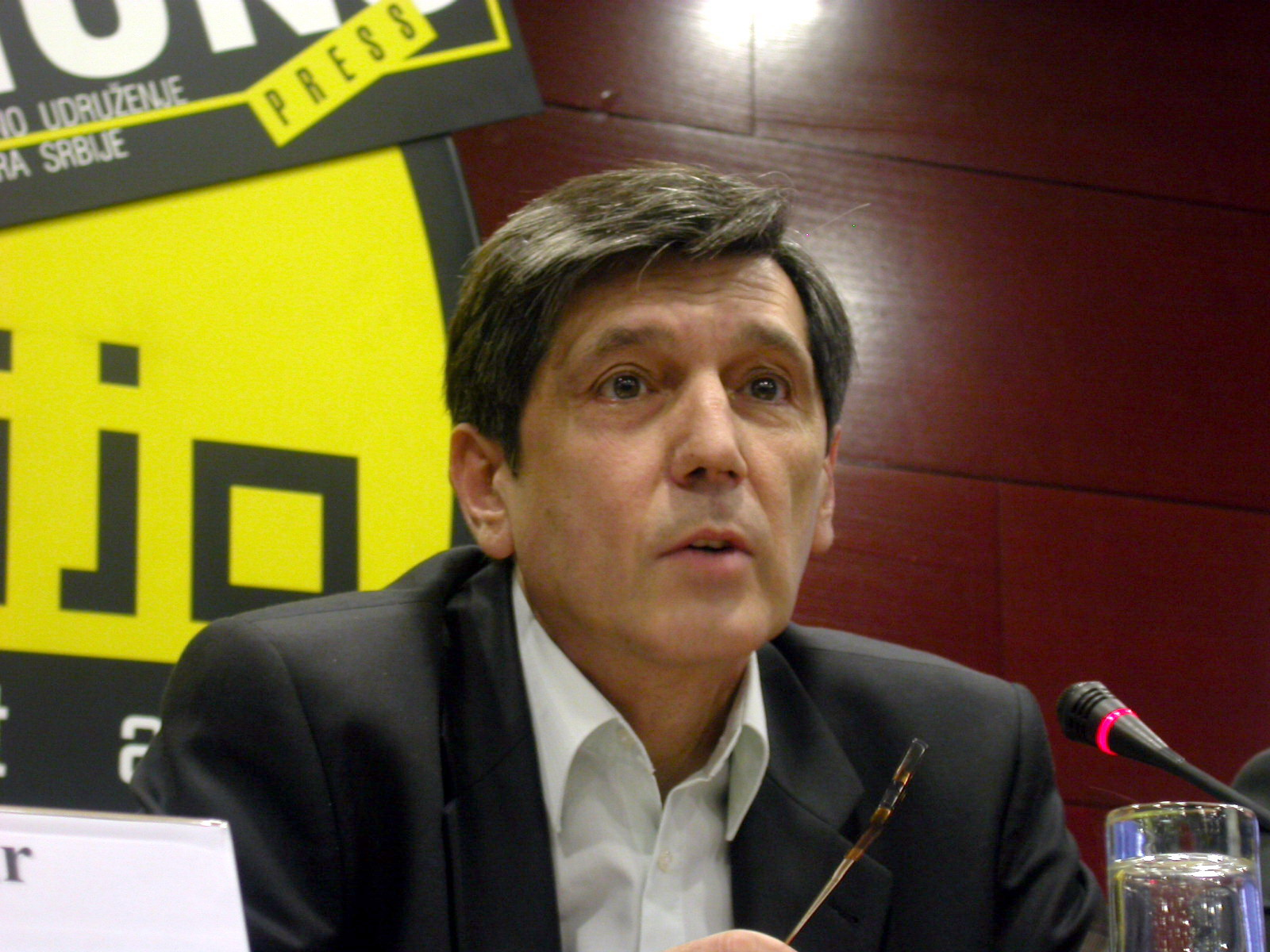
Слободан Лалович

- Березинский, Вениамин Сергеевич (88) — советский и итальянский астрофизик[221].
- Джамал, Ахмад (92) — американский джазовый пианист, композитор и педагог[222].
- Кирдода, Нина Семёновна (97) — советский и российский музейный деятель, основательница и вице-президент Ассоциации музеев космонавтики, заслуженный работник культуры Российской Федерации[223].
- Кейрош, Антониу Селсу[порт.] (89) — бразильский католический прелат, епископ Катандувы (2000—2009)[224].
- Лалович, Слободан (68) — сербский политик, министр труда, занятости и социальной политики (2004—2007)[225].
- Маркетти, Чезаре[итал.] (96) — итальянский физик[226].
- Таран, Игорь Васильевич (75) — советский и молдавский актёр, народный артист Молдовы (2010)[227].
- Хамраева, Гули Раззаковна (76) — советская и узбекская балерина и хореограф, народная артистка Узбекской ССР (1983)[228].
- Элиас Табе, Григориас (82) — сирийский католический прелат, архиепископ Дамаска[англ.] (2001—2019)[229].

## 15 апреля
- Ахмед, Атик (60) — индийский политик и преступник, депутат парламента (2004—2009); убит[230].
- Варламов, Николай Викторович (97) — советский и российский инженер, доктор технических наук, профессор, лауреат Государственной премии СССР, заслуженный деятель науки и техники Российской Федерации, участник Великой Отечественной войны[231].
- Висванатхам, Канитхи[англ.] (90) — индийский политик, депутат парламента (1989—1996)[232].
- Вити, Франсишку[порт.] (89) — ангольский католический прелат, епископ Менонгве (1975—1986), архиепископ Уамбо (1986—2003)[233].
- Каравидопулос, Иоаннис (86) — греческий исследователь Нового Завета[234].
- Маршофф, Беатрис (65) — южноафриканский политик, премьер-министр Фри-Стейт (2004—2009)[235].
- Михайловский, Владимир Михайлович (90) — советский и российский художник, живописец, график[236].
- Фратти, Марио[тур.] (95) — итальянский драматург[237].
- Хельми, Катерина[греч.] (83) — греческая актриса[238].
- Шакур, Абдул[англ.] (55) — пакистанский политик и государственный деятель, министр по делам религий и межконфессиональной гармонии (с 2022), депутат Национальной ассамблеи (с 2018); ДТП[239].

## 14 апреля

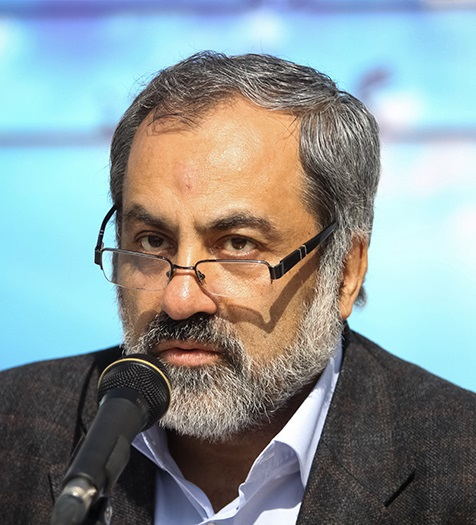
Эмад Афрог

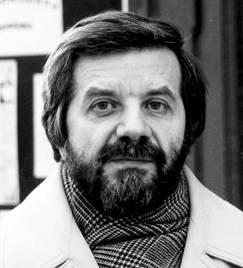
Сергей Белоконь

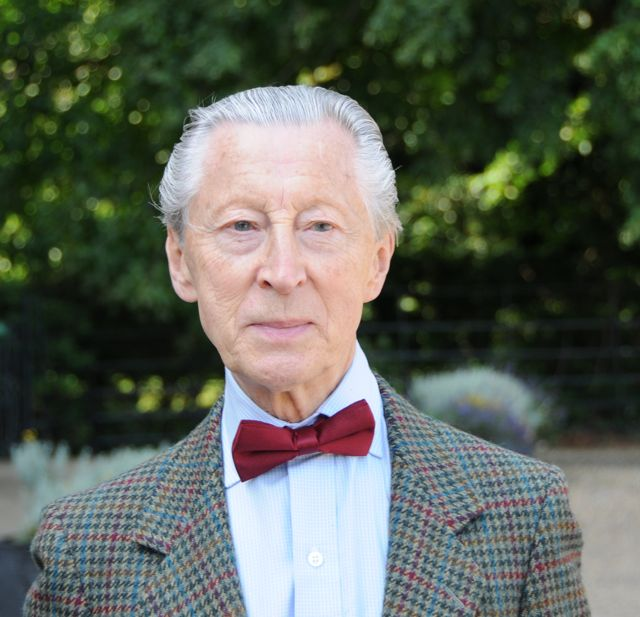
Мюррей Мелвин

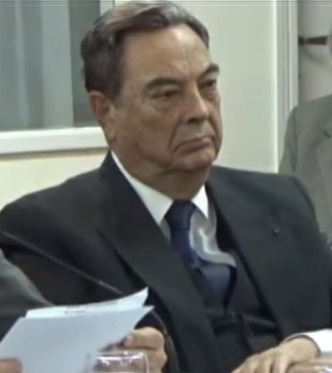
Абель Поссе

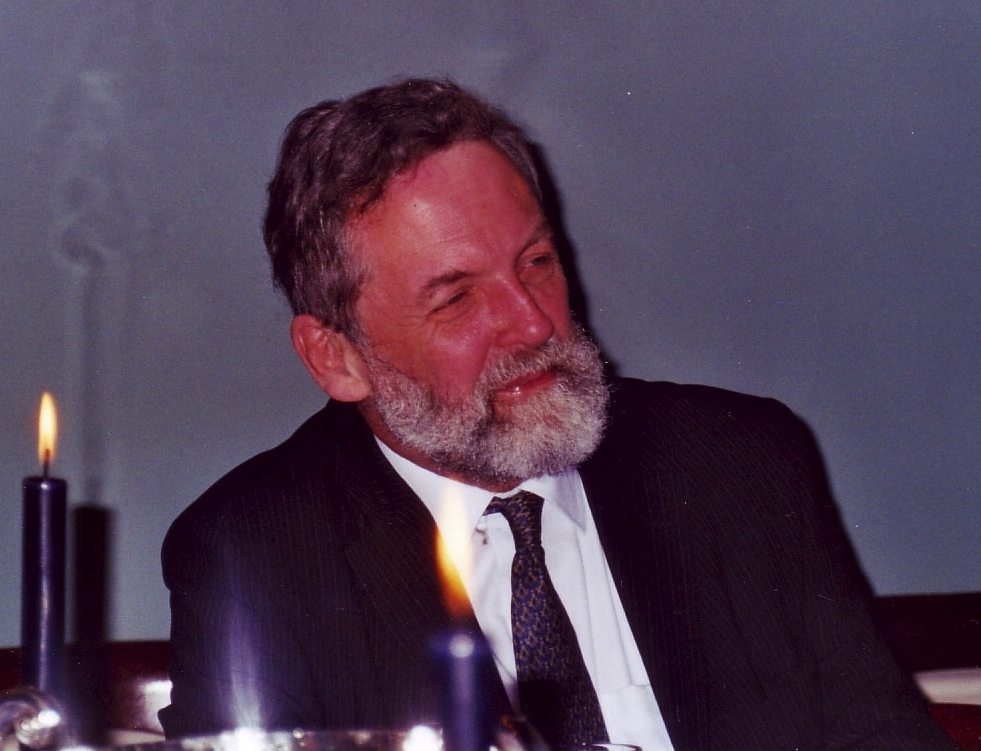
Шейн Гоф

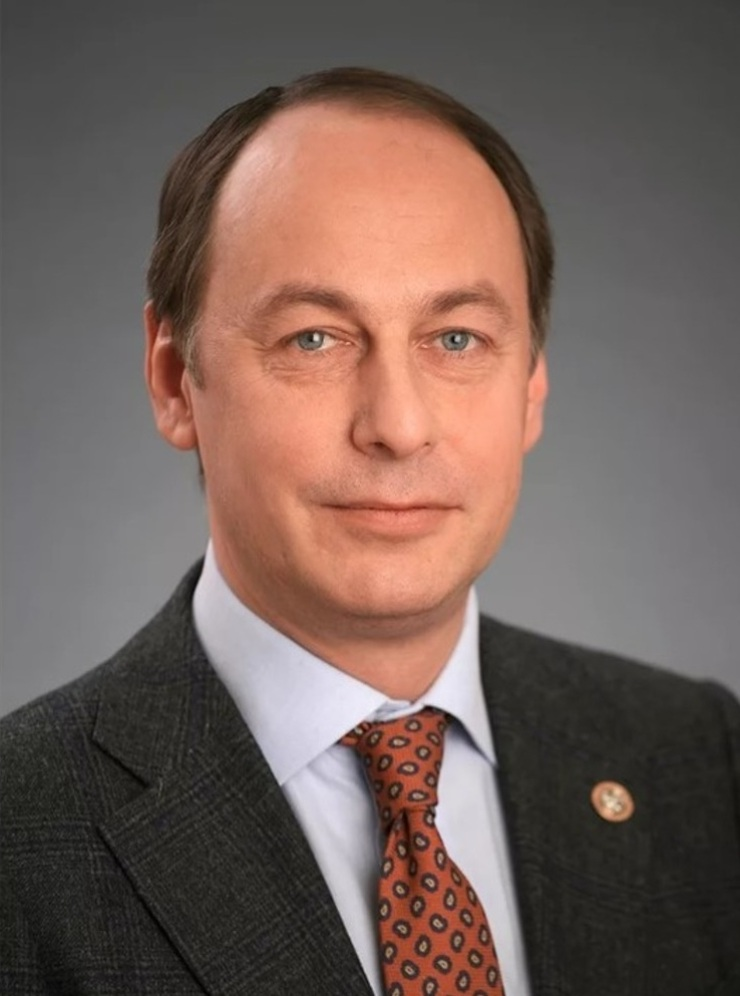
Эдуард Хайруллин

- Аллахвердиев, Абдулла Мусеиб оглы — азербайджанский деятель органов внутренних дел, министр внутренних дел (1993)[240].
- Афрог, Эмад (66) — иранский социолог и политик, депутат Парламента (2004—2008)[241].
- Белоконь, Сергей Иванович (74) — украинский историк, доктор исторических наук (2000)[242].
- Богомолов, Юрий Александрович (86) — советский и российский киновед, кинокритик, телекритик, кандидат искусствоведения (1976), отец режиссёра Константина Богомолова[243].
- Гоф, Шейн, 5-й виконт Гоф (81) — британский наследственный пэр[244].
- Дундур, Вольдемар Петрович (85) — советский и российский гребец и тренер по академической гребле, заслуженный тренер РСФСР[245].
- Захарян, Ваник Суренович (87) — советский и армянский математик и шахматист, вице-президент ФИДЕ, академик НАН Армении (1996)[246].
- Иоаким (Нерандзулис) (81) — архиерей Константинопольской православной церкви, митрополит Никомидийский (с 2008 года)[247].
- Катанаев, Иван Иванович (64) — советский и российский научный и политический деятель, уполномоченный по правам ребёнка в Забайкальском крае (с 2016), ректор Забайкальского гуманитарно-педагогического университета им. Н. Г. Чернышевского (2006—2012)[248].
- Кешнер, Вадим Валентинович (86) — советский и российский театральный актёр, народный артист Российской Федерации (1997)[249].
- Мелвин, Мюррей (90) — британский киноактёр[250].
- Мидзотэ, Кэнсэй[яп.] (80) — японский политик, депутат (1993—2019)[251].
- Поссе, Абель (89) — аргентинский писатель и дипломат[252].
- Скибо, Джеймс[англ.] (63) — американский археолог[253].
- Стивенс, Гарн[англ.] (78) — американская киноактриса[254].
- Хайруллин, Эдуард Фаридович (54) — российский журналист, медиаменеджер, историк, краевед, руководитель пресс-службы президента Республики Татарстан (2015—2019)[255].
- Эбьеде, Эммануэль[англ.] (45) — нигерийский футболист[256].
- Ягодников, Юрий Александрович (91) — советский государственный и партийный деятель, первый заместитель министра лесной, целлюлозно-бумажной и деревообрабатывающей промышленности СССР (1977—1988), заместитель председателя Государственного комитета СССР по лесу (1988)[257].

## 13 апреля

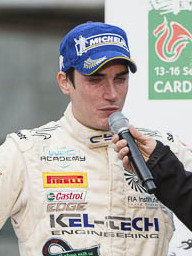
Крейг Брин

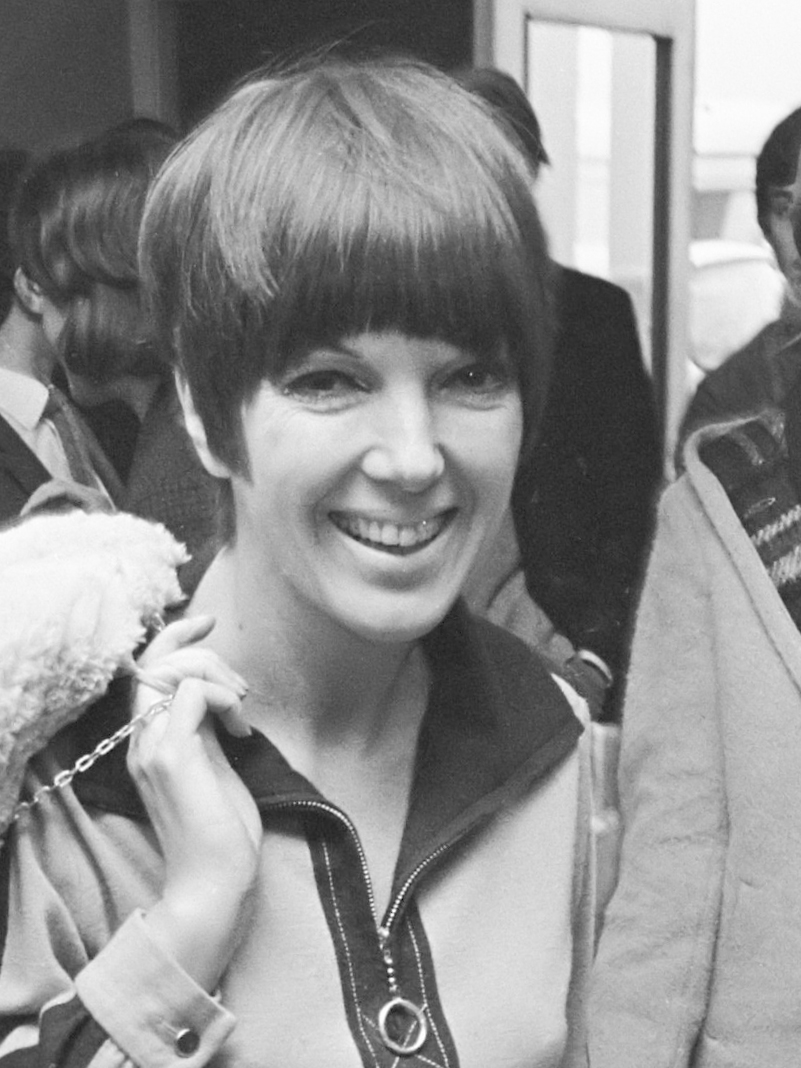
Мэри Куант

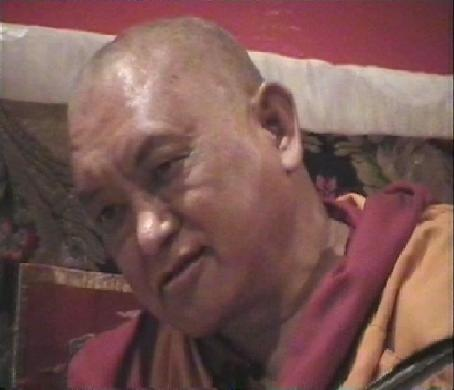
Лама Сопа

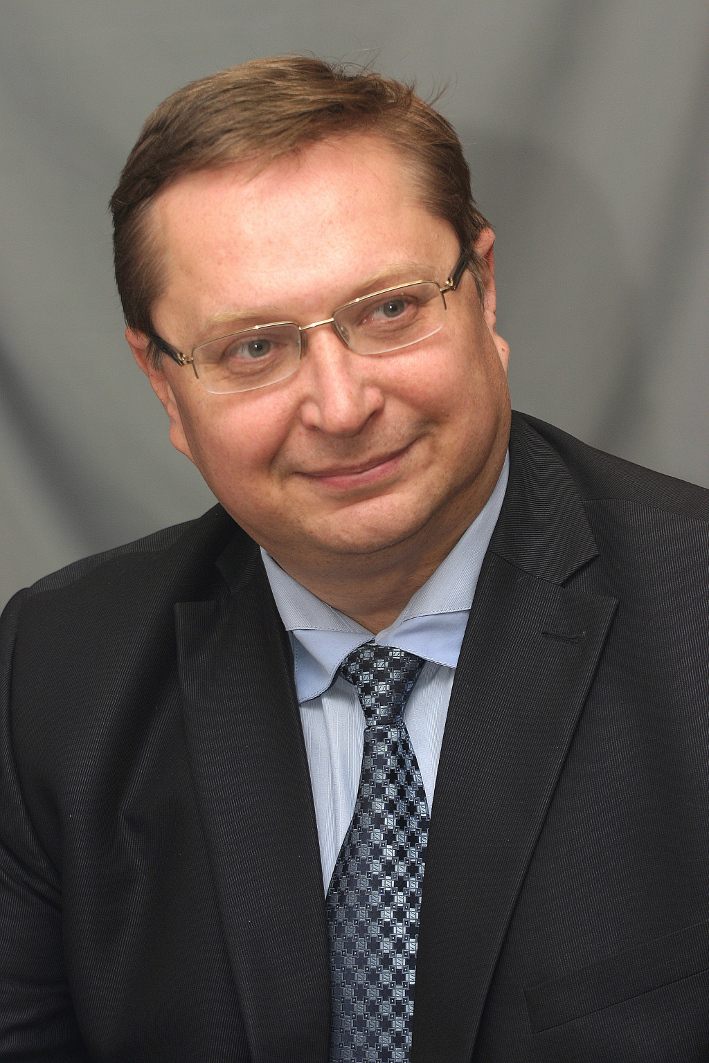
Василий Попов

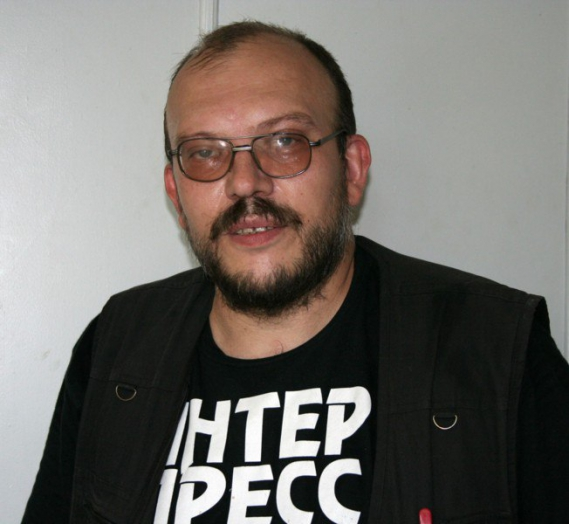
Виктор Точинов

- Брин, Крейг (33) — ирландский раллийный автогонщик; гоночная авария[258].
- Виханский, Игорь Самуилович (81) — советский и российский живописец, заслуженный художник Российской Федерации (2001), почётный член РАХ (2017)[259].
- Данилевский, Ростислав Юрьевич (89) — советский и российский филолог-германист, историк русской литературы, доктор филологических наук (1984), главный научный сотрудник Отдела взаимосвязей русской и зарубежных литератур ИРЛИ (Пушкинский Дом) РАН, сопредседатель Гетевской комиссии РАН[260].
- Деврикян, Вардан Геворкович[арм.] (58) — армянский журналист и литературовед, доктор филологических наук (2014), директор Института литературы НАН Армении (с 2015 года)[261].
- Итума, Джулия[англ.] (18) — итальянская волейболистка; падение с высоты[262].
- Клинар, Станко[словен.] (89) — словенский писатель и переводчик[263].
- Куант, Мэри (93) — британский дизайнер, модельер одежды[264].
- Лама Сопа (76) — наставник тибетского буддизма[265].
- Ливн, Валентин Викторович (87) — советский и российский художник[266].
- Макриви, Мэрилин[англ.] (78) — американская волейболистка, участница летних Олимпийских игр 1968 года[267].
- Михайлов, Владимир Гаврилович (77) — советский и российский математик, доктор физико-математических наук (1988)[268].
- Попов, Василий Николаевич (48) — российский биолог, доктор биологических наук, профессор, ректор ВГУИТа (с 2019 года)[269].
- Сахаров, Пётр Дмитриевич (66) — российский востоковед-литургист[270].
- Точинов, Виктор Павлович (56) — русский писатель-фантаст[271].
- Шилов, Виктор Егорович[венг.] (82) — советский военачальник, командующий Южной группой войск (1990—1991), генерал-лейтенант[272].
- Эрас Леон, Эдуардо[исп.] (82) — кубинский писатель[273].

## 12 апреля

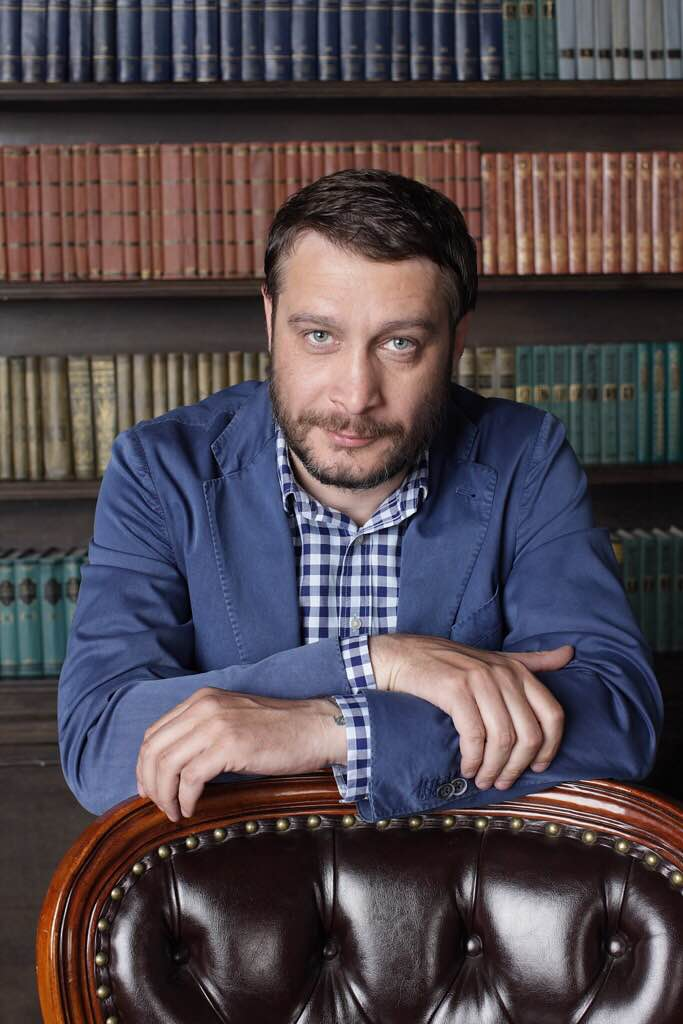
Эдуард Багиров

- Бабушка, Иво[англ.] (97) — чешско-американский математик[274].
- Багиров, Эдуард Исмаилович (47) — российский писатель, кинодраматург, политический консультант, политтехнолог, радиоведущий[275].
- Баокар, Уттара (79) — индийская киноактриса[276].
- Гейо, Жак (87) — французский католический прелат, епископ Эврё (1982—1995)[277].
- Давыдова, Анастасия Александровна (96) — советский библиотечный работник, заслуженный работник культуры РСФСР (1982)[278].
- Демьянович, Юрий Казимирович (84) — российский учёный-математик[279].
- Калантай, Иван Фёдорович (86) — советский и украинский партийный и государственный деятель, Герой Социалистического Труда (1981)[280].
- Насирова, Тамила (86) — советский и азербайджанский математик[281].
- Нуреев, Рустем Махмутович (72) — советский и российский экономист, доктор экономических наук (1990), профессор (1993), ординарный профессор ВШЭ (1997)[282].
- Панов, Николай Иванович (82) — украинский правовед, академик НАПрНУ (2000)[283].
- Тиндалл, Блэр[англ.] (63) — американская журналистка и писательница[284].
- Шейнин, Владимир Саулович (92) — советский и российский хозяйственный деятель[285].

## 11 апреля

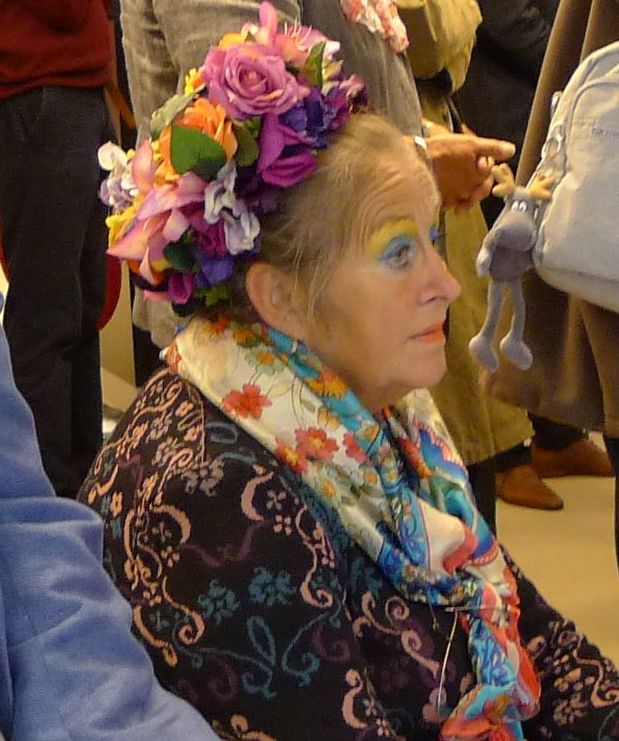
Майя Вильдевур

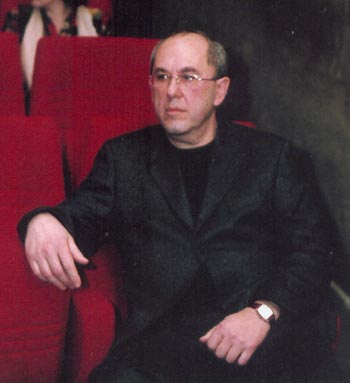
Станислав Митин

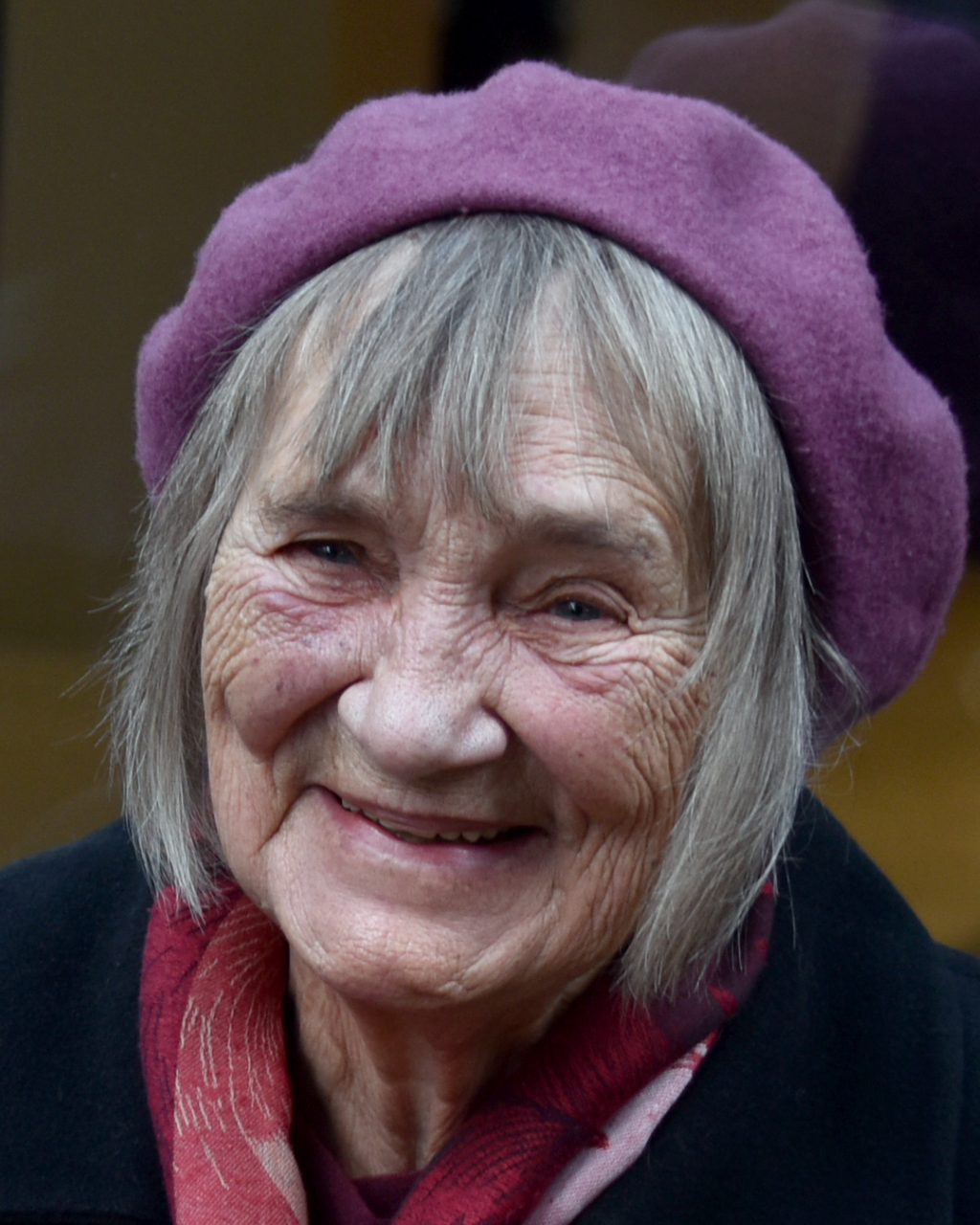
Дана Немцова

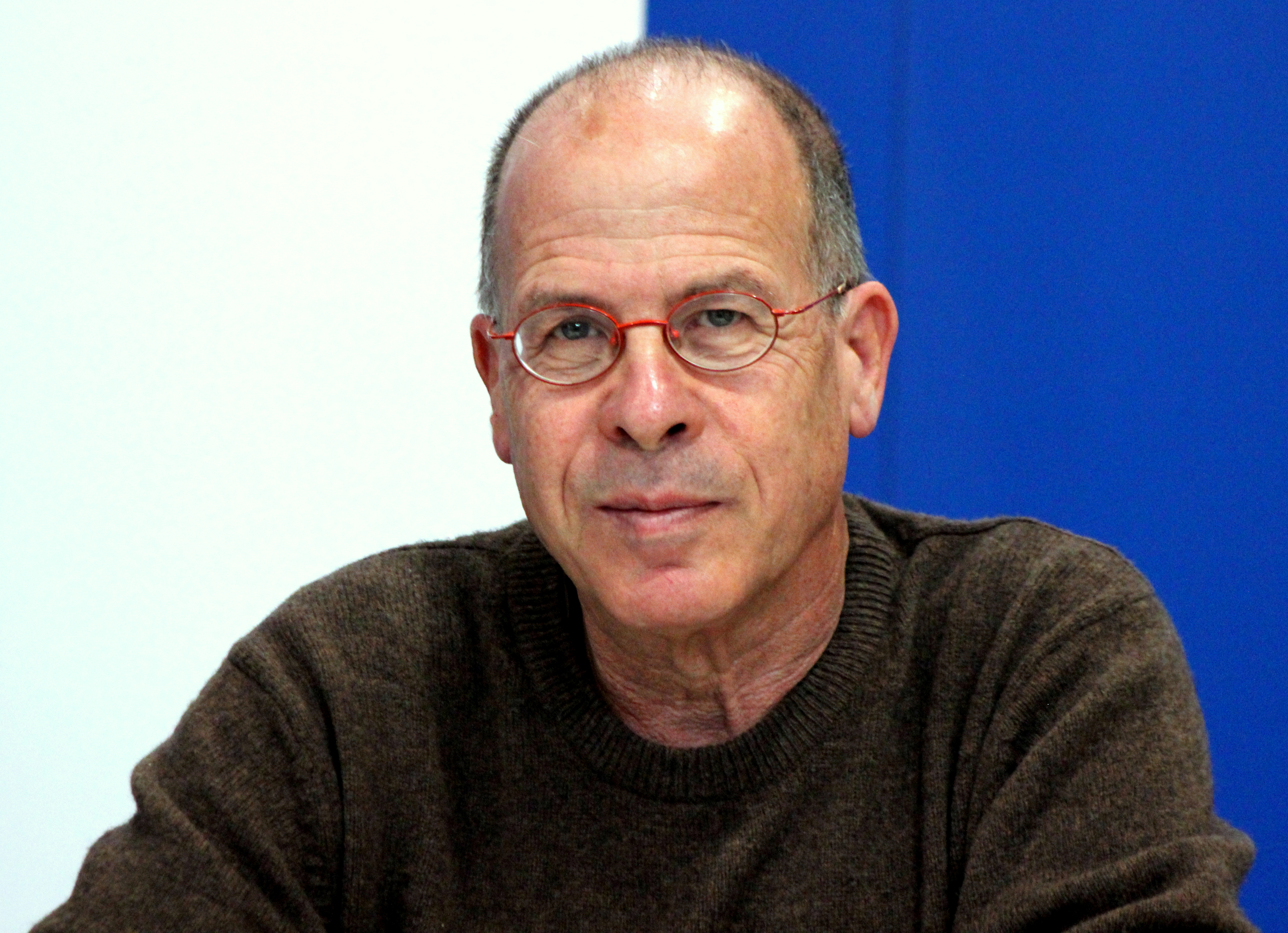
Меир Шалев

- Бинковский, Рышард[пол.] (82) — польский писатель и киносценарист[286].
- Вильдевур, Майя (78) — нидерландская художница[287].
- Кабуа, Эмлен (95) — Первая леди Маршалловых островов (1979—1996), вдова первого президента Маршалловых Островов Аматы Кабуа[288].
- Крекель, Лотти[нем.] (81) — немецкая актриса и певица[289].
- Локателл, Кэрол (82) — американская актриса[290].
- Митин, Станислав Михайлович (72) — российский режиссёр театра, кино и телевидения, сценарист и педагог[291].
- Муштакова, Ираида Васильевна (95) — советская и российская актриса оперетты, заслуженная артистка РСФСР (1964)[292].
- Немцова, Дана (89) — чехословацкий и чешский психолог, диссидентка и политический деятель, депутат Федерального собрания Чехословакии (1990—1992)[293].
- Олсен, Джон[англ.] (95) — австралийский художник[294].
- Сажин, Михаил Васильевич (71) — советский и российский астрофизик[295].
- Сарразен, Морис[фр.] (98) — французский театральный режиссёр и актёр[296].
- Синара[порт.] (78) — бразильская эстрадная певица[297].
- Чон Чхэ Юль[кор.] (26) — южнокорейская актриса; самоубийство[298].
- Шалев, Меир (74) — израильский писатель[299].
- Жуков, Вадим Андреевич (29) — украинский военнослужащий, главный сержант, участник российско-украинской войны, Герой Украины (2024, посмертно); погиб в бою.

## 10 апреля

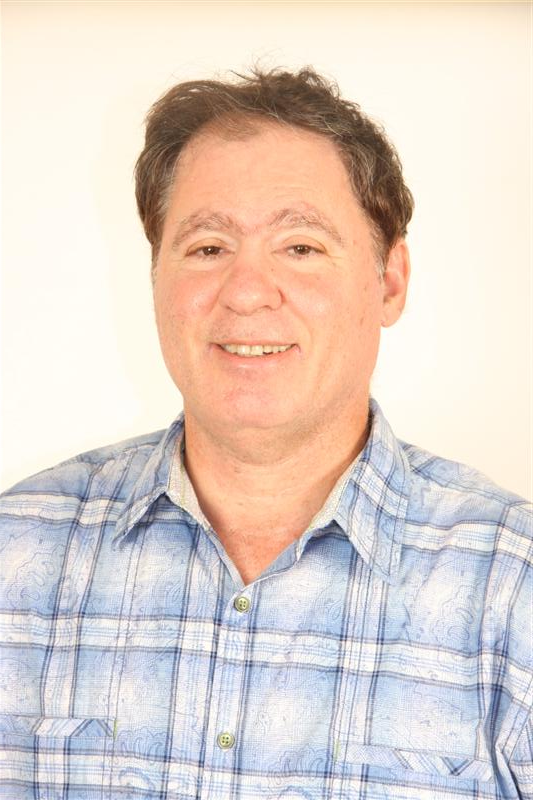
Гад Барзилай

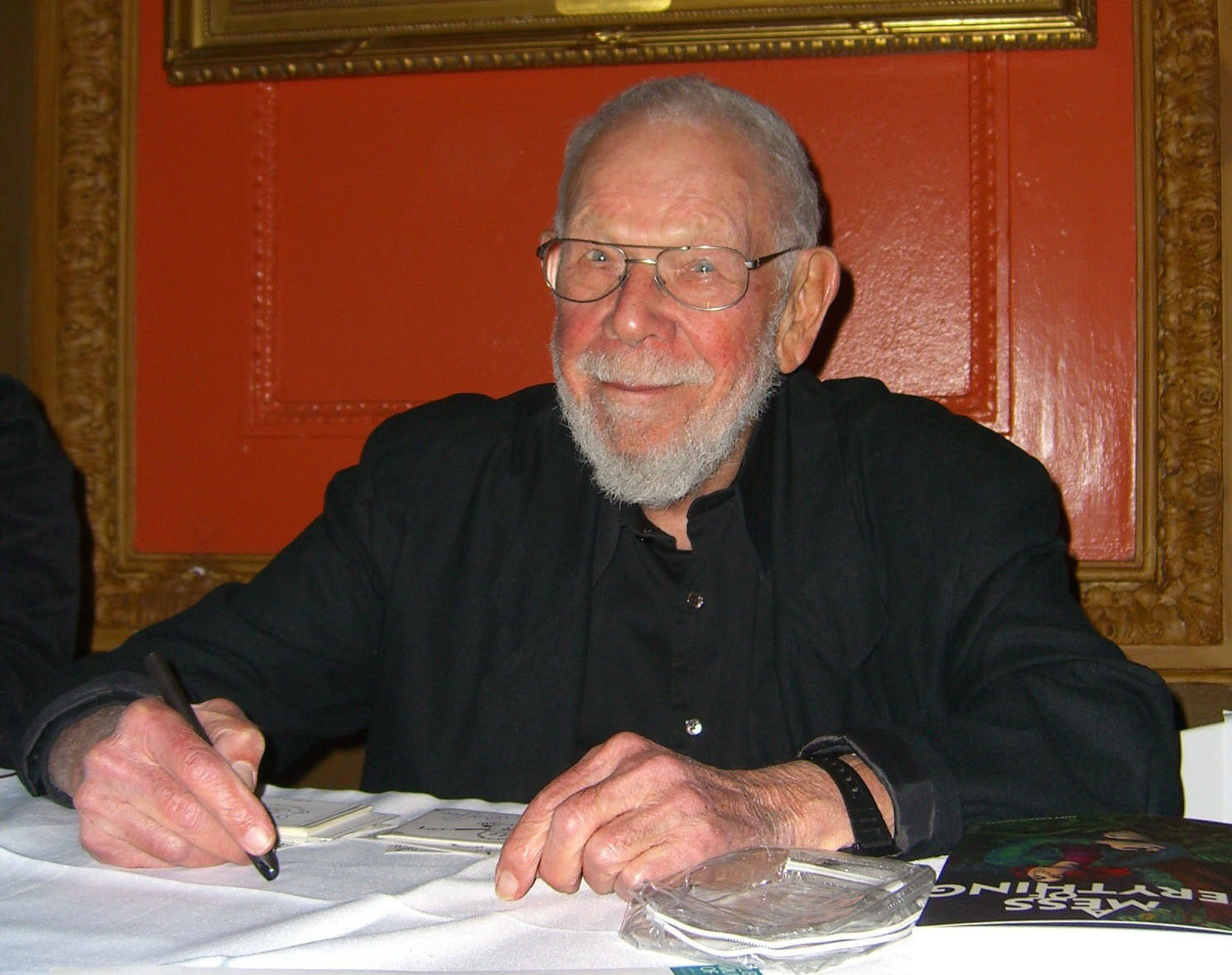
Ал Джаффи

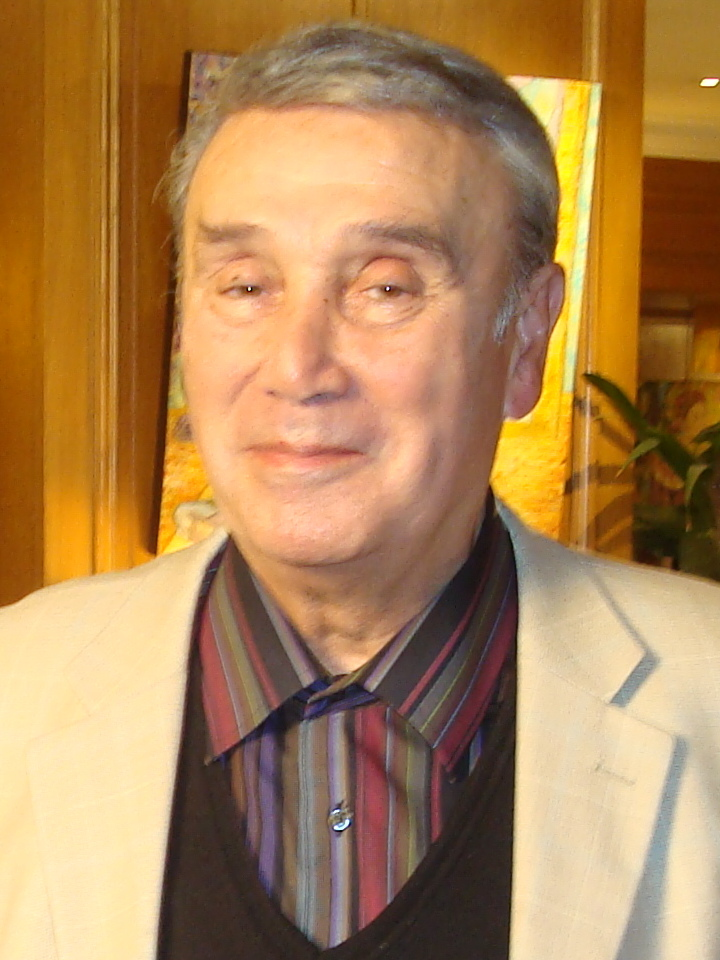
Пьер Лакотт

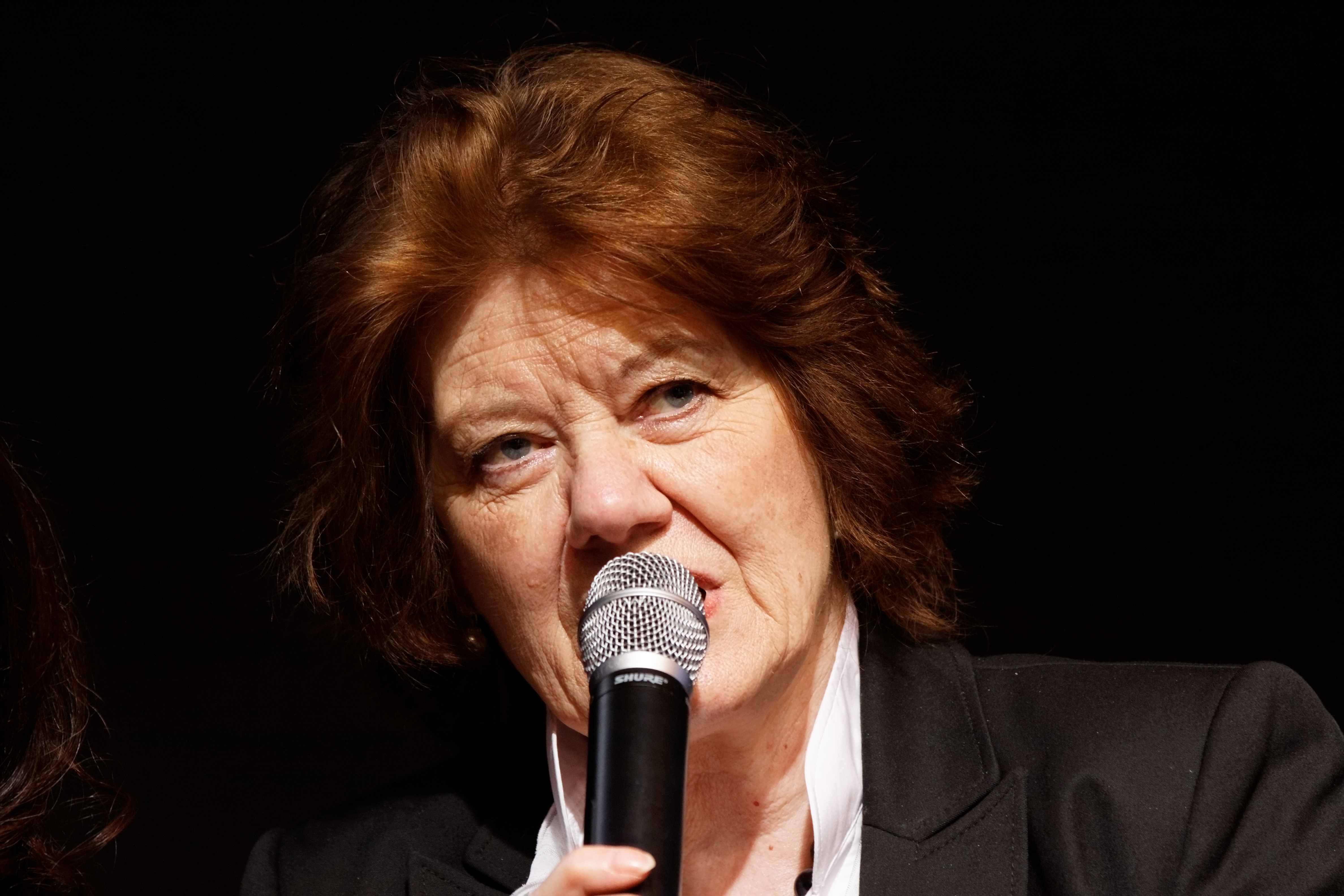
Энн Перри

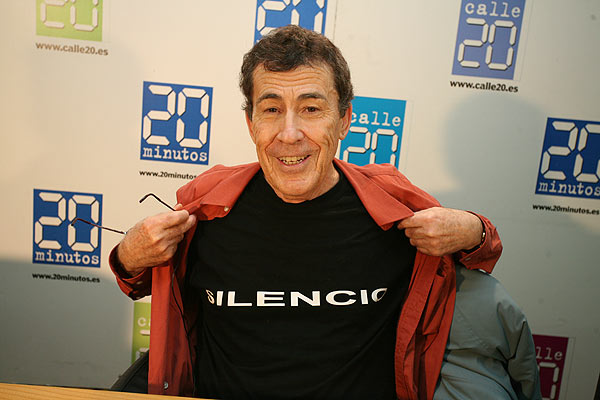
Фернандо Санчес Драго

- Барзилай, Гад (65) — израильский юрист и политолог, доктор философии и права, профессор[300].
- Блаудин, Анджей[пол.] (84) — польский шоссейный велогонщик, участник летних Олимпийских игр 1964 и 1968 годов[301].
- Гридчин, Анатолий Митрофанович (82) — советский и российский учёный, доктор технических наук, профессор, почётный член Российской академии архитектуры и строительных наук[302].
- Джаффи, Ал (102) — американский художник комиксов[303].
- Инюшкин, Николай Михайлович (86) — советский и российский культуролог, историк-краевед и журналист[304].
- Истомина, Энесса Георгиевна (88) — советский и российский историк, доктор исторических наук (1984), профессор кафедры региональной истории и краеведения Историко-архивного института РГГУ (2003)[305].
- Лакотт, Пьер (91) — французский артист балета и хореограф[306].
- Перри, Энн (84) — британская писательница[307].
- Санчес Драго, Фернандо (86) — испанский писатель и журналист[308].
- Янука, Изи[англ.] — израильский дипломат, посол Израиля в ряде стран Африки[309].

## 9 апреля

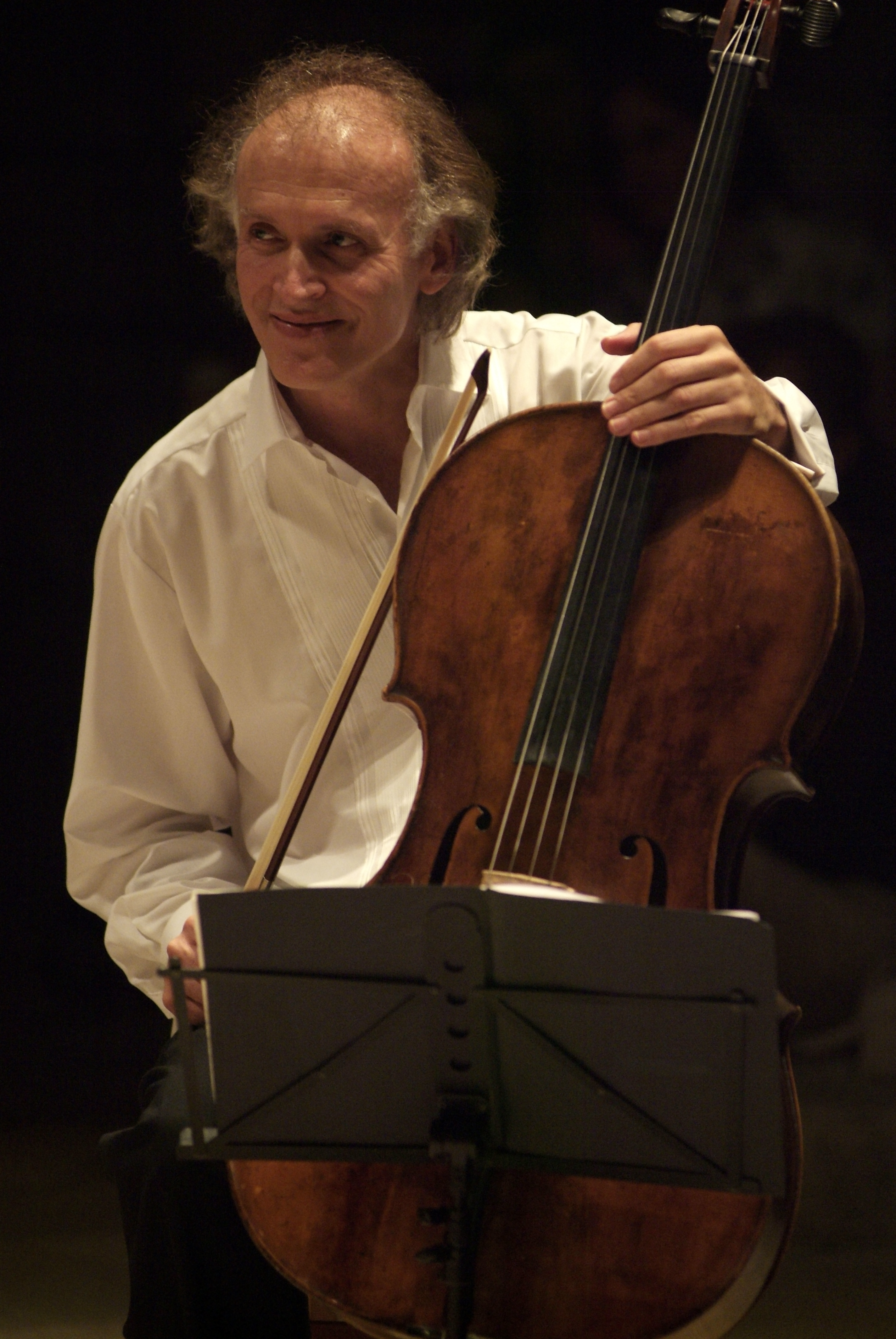
Вальтер Дешпаль

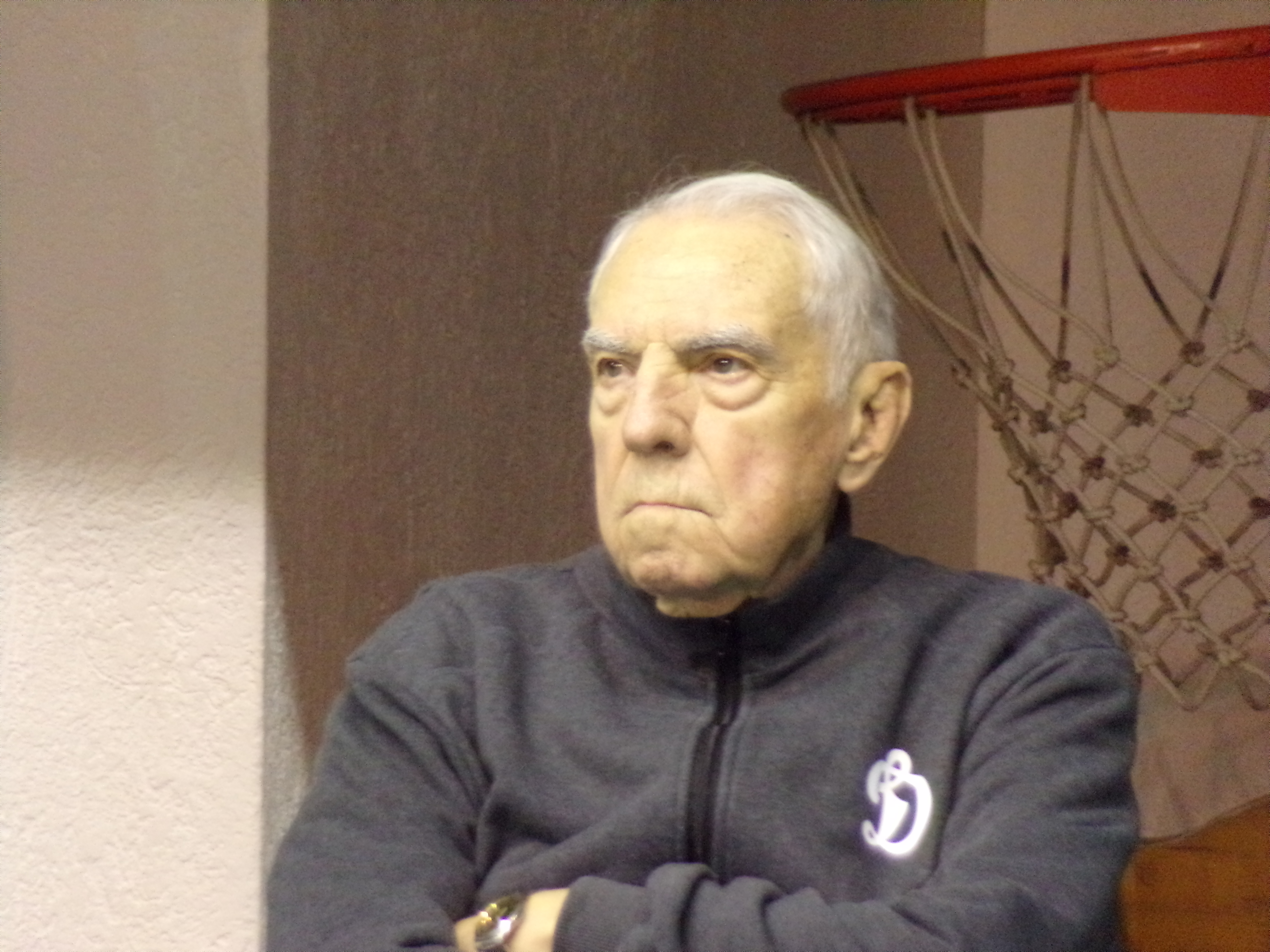
Анатолий Макагонов

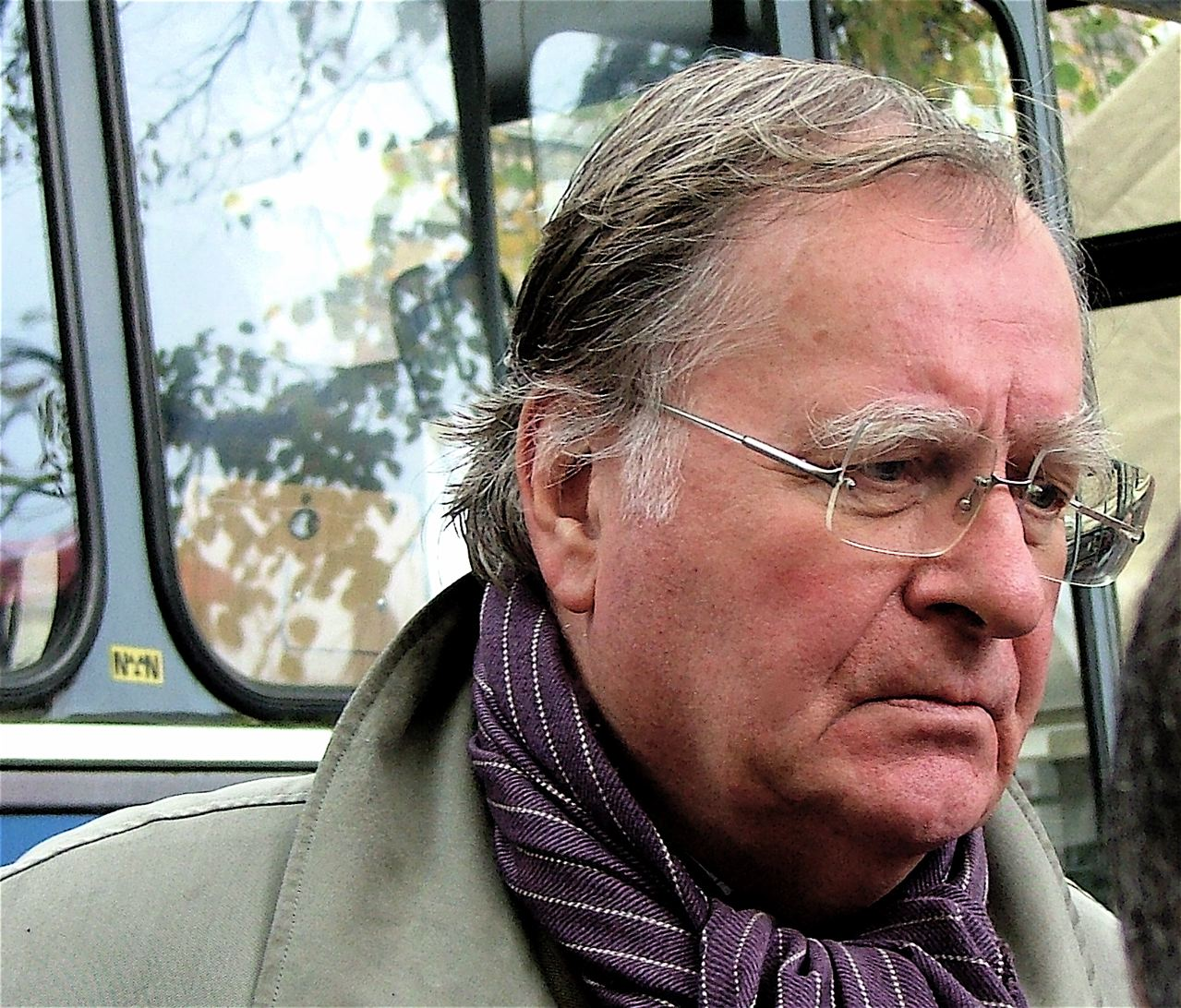
Хуб Остерхейс

- Абдель Мунем, Бакер[англ.] (80) — палестинский дипломат[310].
- Акуароли, Дарио[фр.] (48) — итальянский велогонщик (маунтинбайк), бронзовый призёр чемпионата мира по маунтинбайк-марафону (2005)[311].
- Волков, Вадим Кимович (59) — российский актёр театра и кино[312].
- Дешпаль, Вальтер (75) — хорватский виолончелист[313].
- Лютый, Григорий Иванович[укр.] (74) — украинский поэт[314].
- Макагонов, Анатолий Владимирович (90) — советский и российский волейболист и тренер, бронзовый призёр чемпионата мира по волейболу (1956)[315].
- Нематов, Азер Паша Зафар оглы (75) — советский и азербайджанский театральный режиссёр, главный режиссёр Азербайджанского государственного академического национального драматического театра, народный артист Азербайджана (2002)[316].
- Остерхёйс, Хуб (89) — нидерландский писатель и теолог[317].
- Рапсель Али, Мохаммад[индон.] (51) — индонезийский бизнесмен и политический деятель, депутат парламента Индонезии (с 2019)[318].
- Тагизаде, Ирана Тофик кызы (65) — советский и азербайджанский театральный режиссёр, народная артистка Азербайджана (2013)[319].
- Фьорини, Этторе[итал.] (89) — итальянский физик[320].
- Шульман, Елена Анатольевна (53) — российская актриса кино, диктор, мастер дубляжа и закадрового озвучания, режиссёр дубляжа[321].
- Ын, Ричард[англ.] (83) — гонконгский киноактёр[322].
- Эрнст, Дональд Уильям (89) — американский монтажёр, музыкальный монтажёр, звуковой монтажёр и кинопродюсер[323].

## 8 апреля

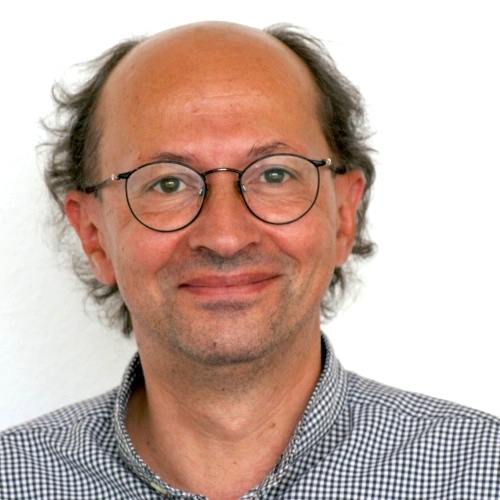
Детлеф Блюм

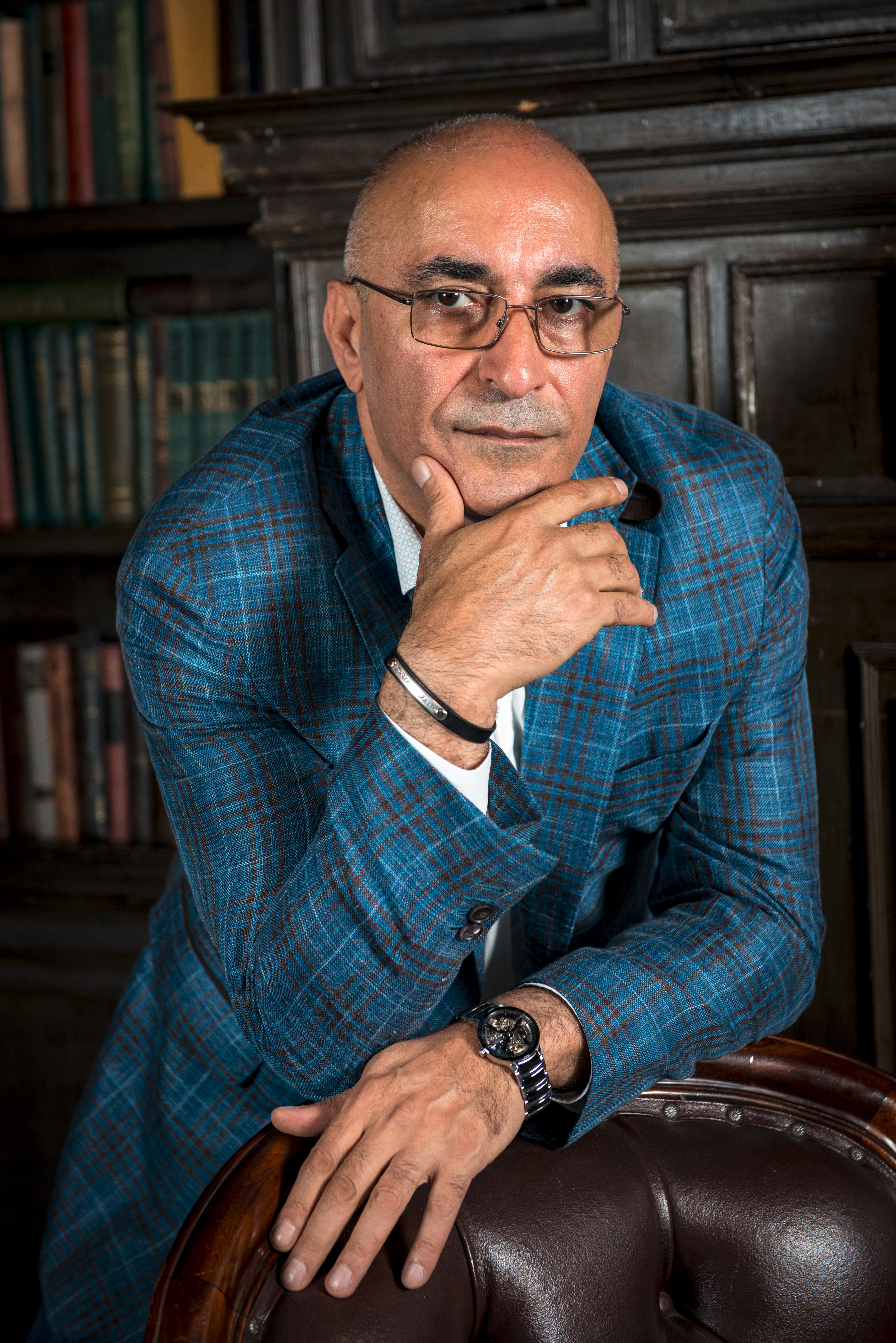
Рами Меир

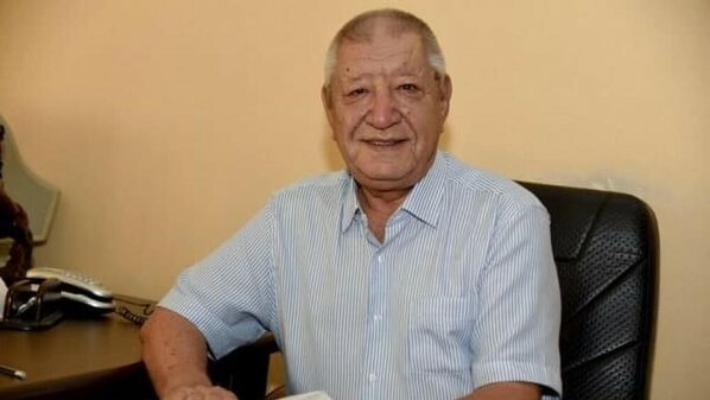
Мурад Раджабов

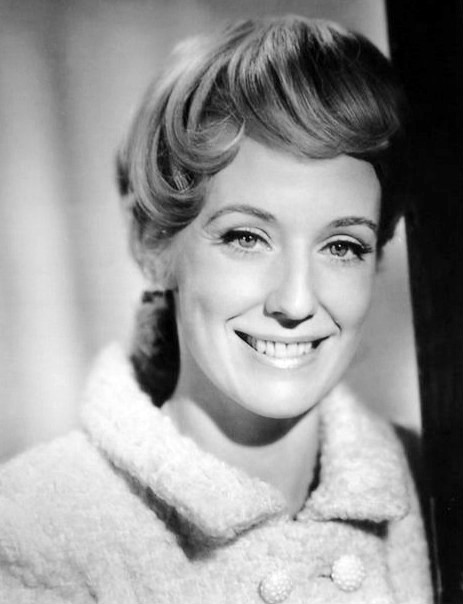
Элизабет Хаббард

- Аджибола, Бола[англ.] (89) — нигерийский юрист и политический деятель, генеральный прокурор, министр юстиции (1985—1991), судья Конституционного суда Нигерии[324].
- Акбаров, Хабибулла Асатович (87) — советский и узбекский геолог, академик АН Узбекистана (1994) l.
- Блюм, Детлеф (69) — немецкий писатель, издатель, предприниматель-книготорговец и фотограф[325].
- Киреева, Раиса Александровна (93) — советский и российский историк, лауреат премии имени В. О. Ключевского (2014)[326].
- Конде, Джене Каба[фр.] (62—63) — первая леди Гвинеи (2010—2021)[327].
- Кузякин, Владимир Александрович (82) — советский и российский биолог и охотовед, доктор биологических наук, профессор; несчастный случай[328].
- Лернер, Майкл (81) — американский актёр, номинант на премию «Оскар»[329].
- Меир, Рами (60) — израильский художник[330].
- Мохунов, Георгий Александрович (94) — советский хозяйственный, государственный и политический деятель, Герой Социалистического Труда (1976)[331].
- Мошенко, Олег Анатольевич (84) — советский и российский железнодорожник, начальник Прибалтийской железной дороги (1988—1992), первый заместитель министра путей сообщения (1993—1996), статс-секретарь — заместитель министра путей сообщения (1997—1999)[332].
- Прус, Мацей[пол.] (85) — польский театральный режиссёр и актёр[333].
- Раджабов, Мурад Ядгарович (73) — советский и узбекский актёр и режиссёр, народный артист Узбекистана (2008)[334].
- Рудин, Марк (77) — швейцарский художник-иллюстратор[335].
- Хаббард, Элизабет (89) — американская актриса[336].

## 7 апреля

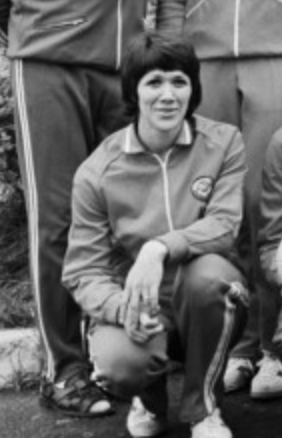
Лариса Берген

Элизабет Копп

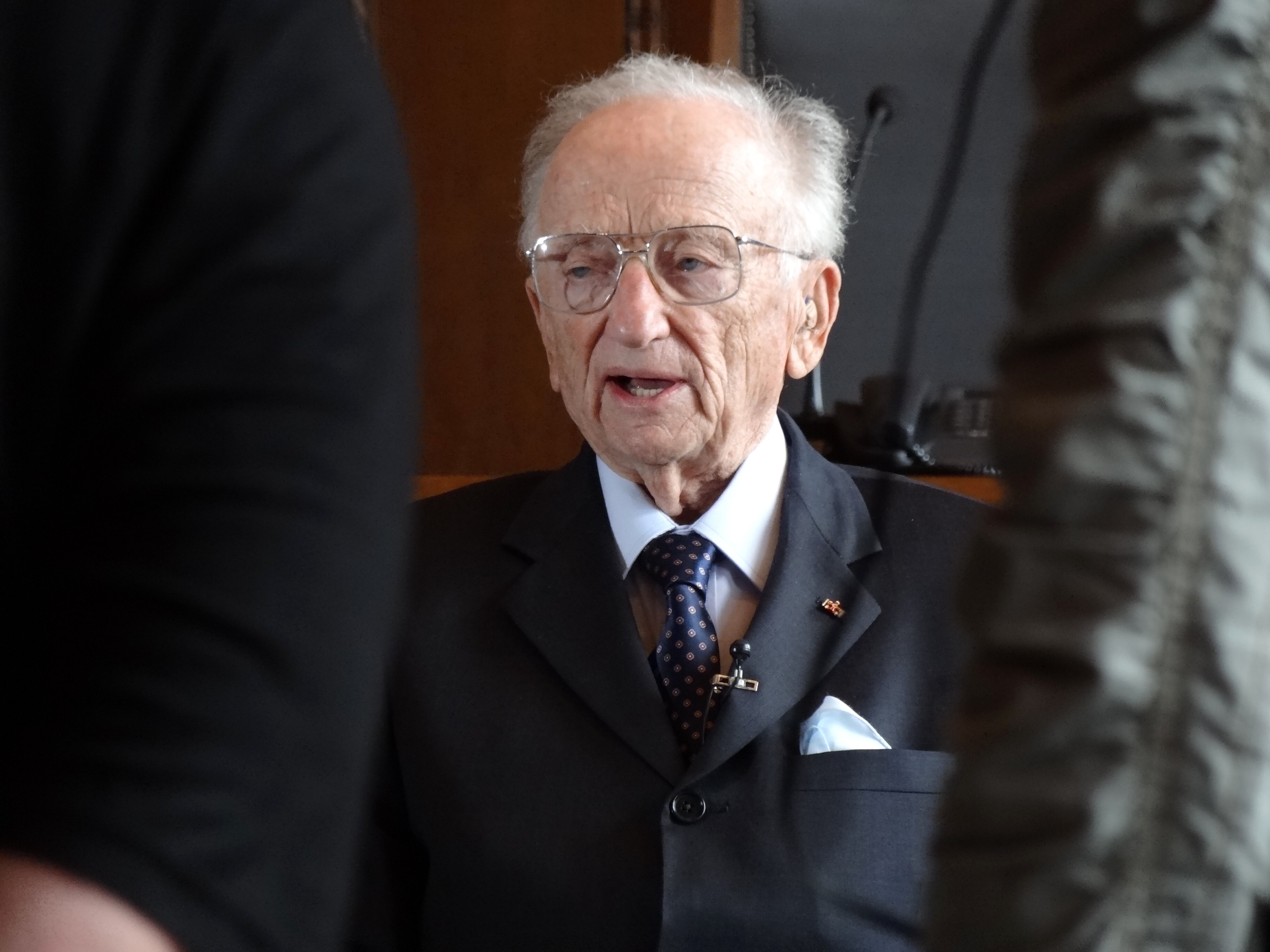
Бен Ференц

- Бэрнсон, Иэн[англ.] (69) — британский шотландский музыкант и автор песен (The Alan Parsons Project)[337].
- Берген, Лариса Абрамовна (73) — советская волейболистка, серебряный призёр летних Олимпийских игр 1976 года[338].
- Бирагов, Юрий Григорьевич (84) — советский партийный и российский государственный деятель, председатель Верховного Совета Республики Северная Осетия (1994—1995), председатель Правительства Республики Северная Осетия-Алания (1995—1998)[339].
- Буватье, Филипп[фр.] (58) — французский велосипедист, участник Олимпийских игр (1984)[340].
- Валентайн, Джеймс (96) — американский биолог-эволюционист[341].
- Велландер, Лассе[швед.] (70) — шведский гитарист, автор песен, певец и музыкальный продюсер[342].
- Джордан, Эдвард[англ.] (87) — американский джазовый саксофонист[343].
- Копп, Элизабет (86) — швейцарский юрист и политик, министр юстиции и полиции (1984—1989), член Федерального совета (1984—1989)[344].
- Негреба, Александр Валерианович (61) — советский и российский актёр театра и кино, кинорежиссёр[345].
- Поллак, Рейчел (77) — американская писательница, поэтесса и художница[346].
- Проценко, Вячеслав Александрович (87) — советский и российский государственный и партийный деятель, депутат Верховного Совета СССР 11 созыва (1984—1989)[347].
- Ференц, Бен (103) — американский юрист, последний прокурор Нюрнбергских процессов, адъюнкт-профессор международного права в Университете Пейс (1985—1996)[348].

## 6 апреля

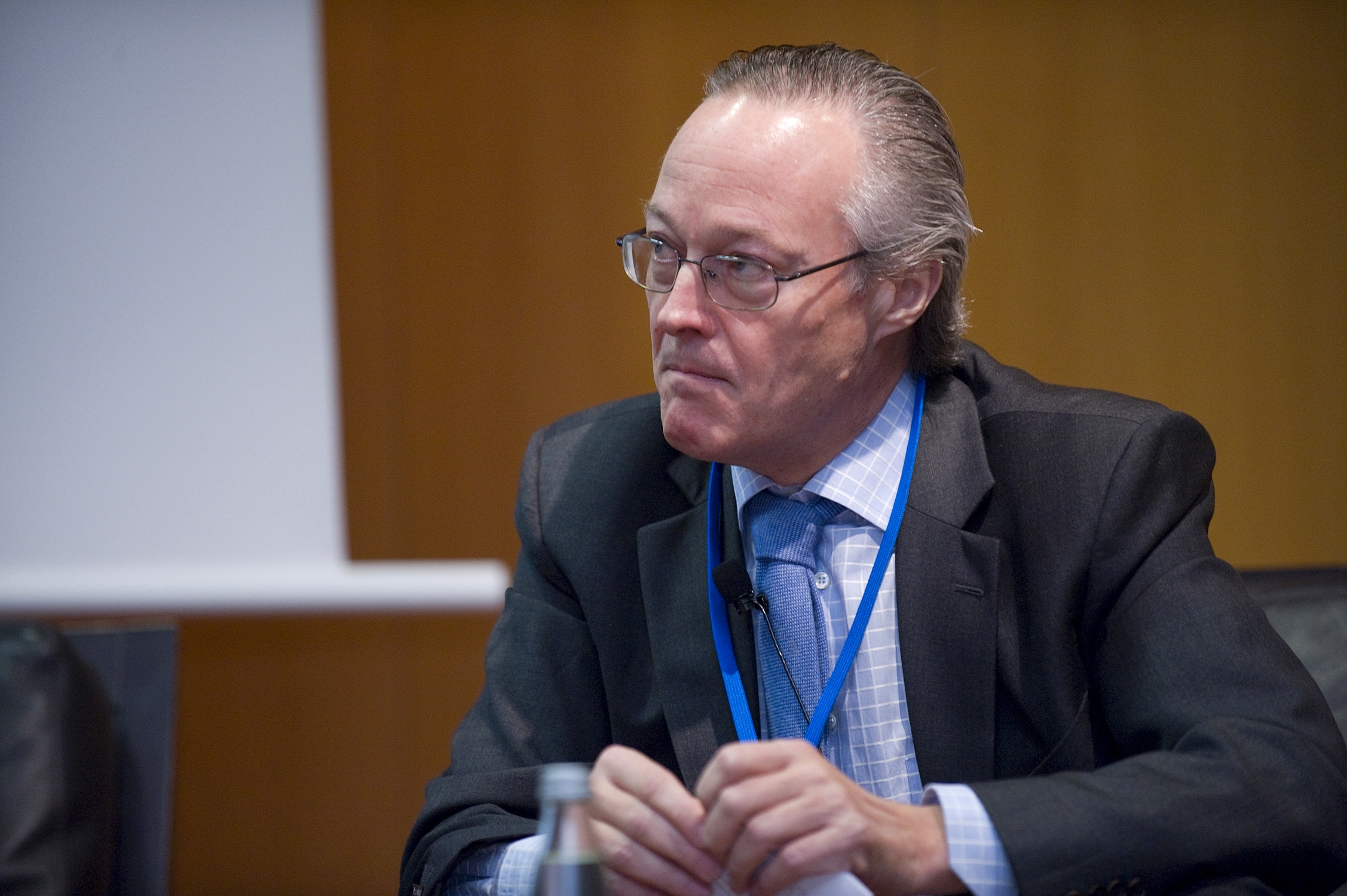
Хосеп Пике-и-Кампс

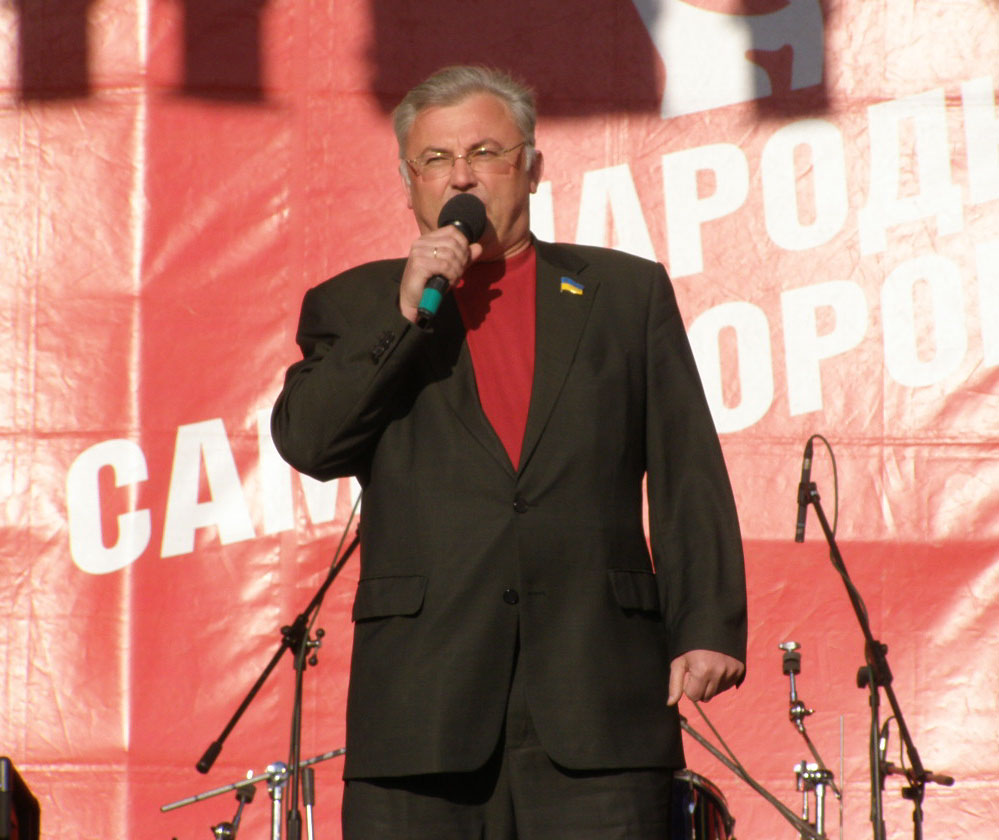
Владимир Стретович

- Даглин, Роул[англ.] (90) — тринидадский англиканский прелат, епископ Тринидада и Тобаго[англ.] (1993—2001)[349].
- Дуричек, Ярослав (88) — словацкий актёр, певец, конферансье, писатель и сценарист[350].
- Капуралис, Петрос (94/95) — греческий художник-постановщик, номинант на Primetime Emmy[351].
- Кэттермол, Пол[англ.] (46) — британский певец (S Club 7)[352].
- Моретту, Ней Паулу[порт.] (86) — бразильский римско-католический прелат, епископ Крус-Алты (1972—1976), епископ Кашиас-ду-Сула (1983—2011)[353].
- Нельсон, Кент Чарльз[англ.] (85) — американский бизнесмен, генеральный директор United Parcel Service (1989—1996)[354].
- Пике-и-Кампс, Хосеп (68) — испанский политический деятель, министр иностранных дел (2000—2002)[355].
- Рейнольдс, Норман (89) — британский художник-постановщик и режиссёр, двукратный лауреат премии «Оскар» (1978, 1982)[356].
- Стретович, Владимир Николаевич (64) — украинский политический деятель, народный депутат Украины (1994—1998, 2002—2012), председатель партии Христианско-демократический союз (1998—2010); ДТП[357].
- Томиока, Таэко (87) — японская писательница-феминист, поэтесса, литературовед, сценарист[358].
- Хирдвалль, Ингвар[швед.] (88) — шведский актёр[359].
- Черномаз, Николай Спиридонович (73) — молдавский государственный деятель и дипломат, министр иностранных дел (2000—2001), посол в ряде стран (1999—2000, 2003—2005)[360].

## 5 апреля

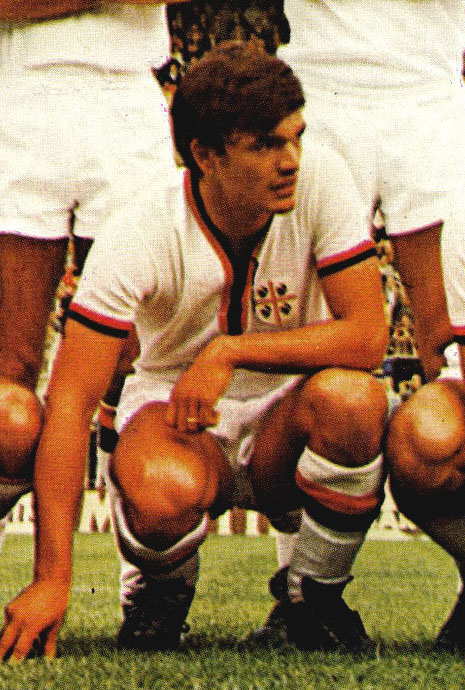
Серджо Гори

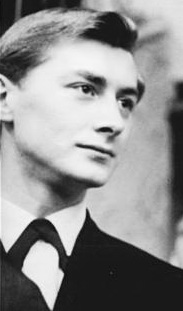
Бернард Форд

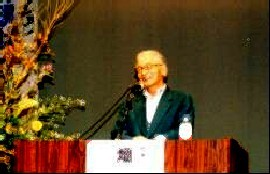
Масанори Хата

- Алмазбеков, Сталбек (70) — советский и киргизский оперный певец, народный артист Кыргызстана (2003)[361].
- Алымов, Александр Николаевич (99) — советский и украинский экономист, академик НАН Украины (1973)[362].
- Батлер, Билл (101) — американский кинооператор[363].
- Гойкович, Душко[серб.] (91) — сербский джазовый трубач, композитор и аранжировщик[364].
- Гори, Серджо (77) — итальянский футболист, серебряный призёр чемпионата мира (1970)[365].
- Исаева, Татьяна Ивановна (69) — советская и российская актриса театра и кино, заслуженная артистка России (1994)[366].
- Насири, Халид[араб.] (77) — марокканский политик, министр коммуникаций (2007—2012)[367].
- Пурахмад, Кюмарс[перс.] (73) — иранский кинорежиссёр[368].
- Родригес Чинчилья, Уго[исп.] (47) — гватемальский политик, депутат Конгресса (с 2020)[369].
- Форд, Бернард (75) — британский фигурист, четырёхкратный чемпион мира (1966, 1967, 1968, 1969)[370].
- Хата, Масанори (87) — японский зоолог, публицист и кинорежиссёр[371].
- Хурре, Исмаил Махмуд[англ.] (80) — сомалийский государственный деятель, министр иностранных дел (2000—2002, 2006—2007)[372].

## 4 апреля

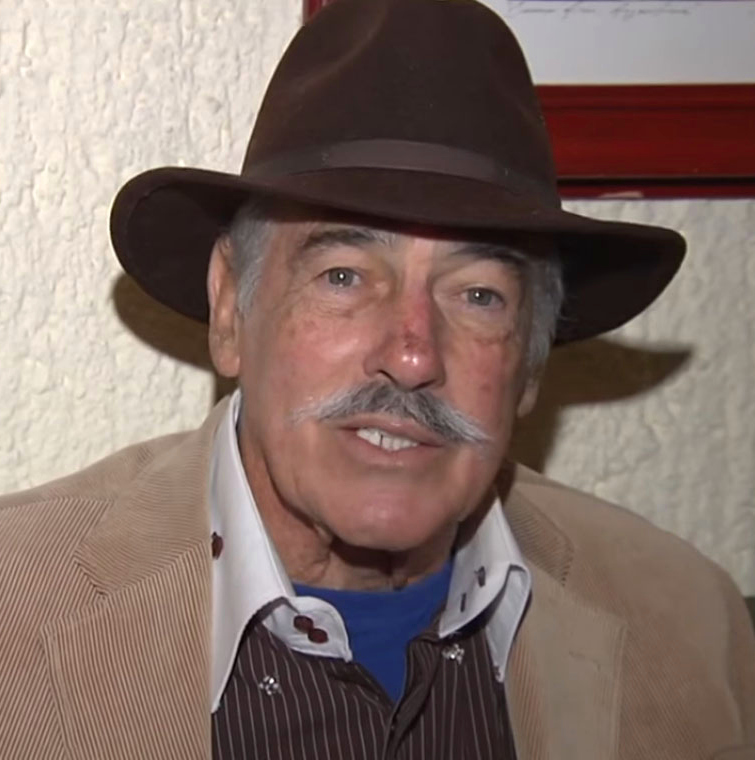
Андрес Гарсия

- Бойс, Итан[англ.] (44) — американский велогонщик, чемпион мира (2022); ДТП[373].
- Бондаренко, Олег Ярославович (62—63) — советский и киргизский российский и киргизский писатель, журналист, основатель и главный редактор электронной библиотеки «Новая литература Кыргызстана» (с 2008 года), исполнительный директор Ассоциации книгоиздателей и книгораспространителей Кыргызстана (с 2010 года)[374].
- Бридлав, Крейг[англ.] (86) — американский автогонщик, который первым на Земле превысил скорость в 800 км/ч[375].
- Гарсия, Андрес (81) — мексиканский актёр[376].
- Диас Аморин, Риналдо Луис (82) — бразильский футболист, игрок национальной сборной[377].
- Заваев, Магомедрасул (77) — советский и российский оперный певец (бас), народный артист Дагестана[378].
- Йенсен, Биргер (72) — датский футболист, игрок «Брюгге» и национальной сборной[379].
- Ли, Боб[англ.] (43) — американский бизнесмен и инженер-программист, создатель платежного приложения Cash App; убит[380].
- Маркиз, Лев Иосифович (92) — советский и нидерландский музыкант, скрипач и дирижёр[381].
- Петрин, Тея[словен.] (78) — словенский экономист, политик и дипломат, министр экономики (2000—2004), посол в Нидерландах (2004—2008)[382].
- Рамани Аммаль[англ.] (69) — индийская певица[383].
- Туманова, Валентина Алексеевна (91) — советская и российская актриса театра и кино, мастер озвучивания[384].
- Цуй Найфу[кит.] (94) — китайский государственный деятель, министр гражданской администрации КНР (1982—1993)[385].

## 3 апреля

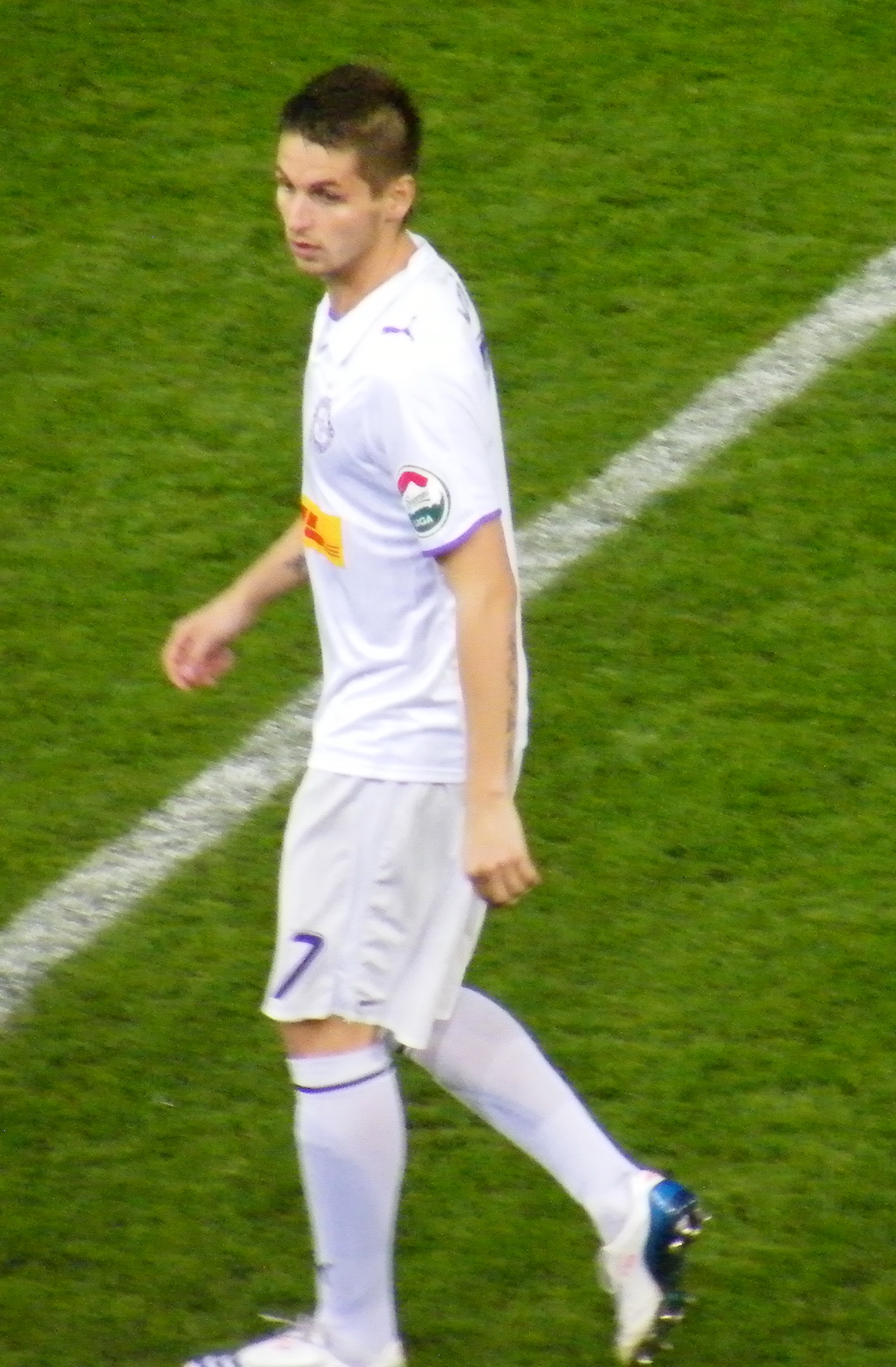
Марио Божич

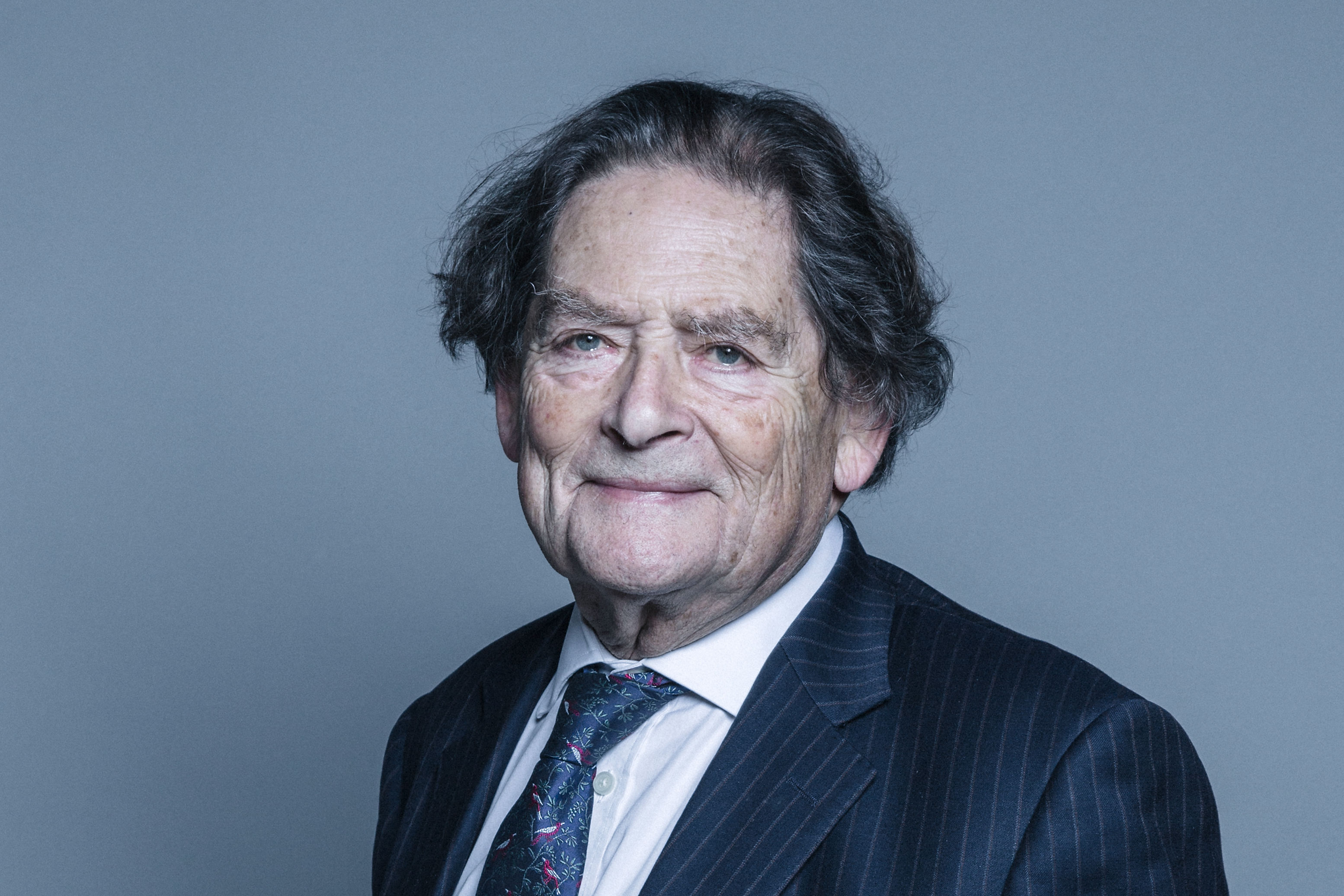
Найджел Лоусон

- Божич, Марио (39) — боснийский футболист, игрок национальной сборной[386].
- Вреесвейк, Джек[англ.] (59) — шведский эстрадный певец и композитор[387].
- Дронова, Нинель Карловна (84) — советский и российский тренер по фигурному катанию[388].
- Каманьи, Роберто[фр.] (76) — итальянский экономист, президент Европейской ассоциации региональной науки (2003—2005)[389].
- Киракосян, Лусине Паруйровна[арм.] (76) — советская и армянская актриса театра и кино, заслуженная артистка Армении (2007)[390].
- Кумиоти, Рена[греч.] (81) — греческая певица[391].
- Левашёв, Владимир Сергеевич (72) — советский и российский актёр театра, кино, озвучивания и дубляжа, заслуженный артист Российской Федерации (1997)[392].
- Лоусон, Найджел (91) — британский политик и журналист, член Палаты общин (1974—1992), министр энергетики (1981—1983), канцлер казначейства (1983—1989), член Палаты лордов (1992—2022)[393].
- Мендоса, Энрике[англ.] (77) — венесуэльский политик, губернатор штата Миранда (1995—2004)[394].
- Митро, Кристак[алб.] (77) — албанский кинорежиссёр[395].
- Пестка, Войцех[пол.] (71) — польский поэт, прозаик и переводчик[396].
- Петрушев, Валерий Филиппович (84) — российский хозяйственный деятель, генеральный директор Завода имени Дегтярёва (1996—2002), лауреат Государственной премии РФ в области науки и техники (2000)[397].
- Рорих, Гершон[англ.] (49) — южноафриканский игрок в пляжный волейбол, участник летних Олимпийских игр (2004)[398].
- Савов, Иван (78) — болгарский художник, режиссёр и сценограф[399].
- Свиридёнок, Анатолий Иванович (86) — советский и белорусский учёный, доктор технических наук (1976), профессор (1981), академик НАНБ (1986)[400].
- Скляров, Александр Владимирович (73) — российский баянист, музыкальный педагог, народный артист Российской Федерации (1994)[401].
- Стайкос, Константинос[греч.] (80) — греческий историк и архитектор[402].
- Финфер, Дэвид[англ.] (80) — американский монтажёр, номинант премии «Оскар» за лучший монтаж (1994)[403].
- Фрэнсис, Грег[англ.] (48) — канадский баскетболист, игрок национальной сборной, участник Олимпийских игр (2000)[404].
- Чиразола, Нико[итал.] (71) — итальянский кинорежиссёр, сценарист и актёр[405].

## 2 апреля

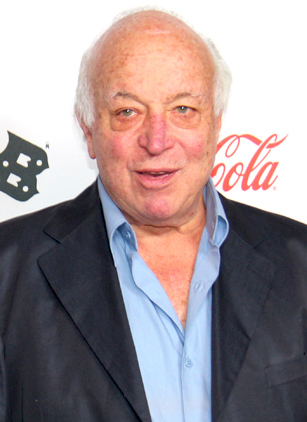
Сеймур Стейн

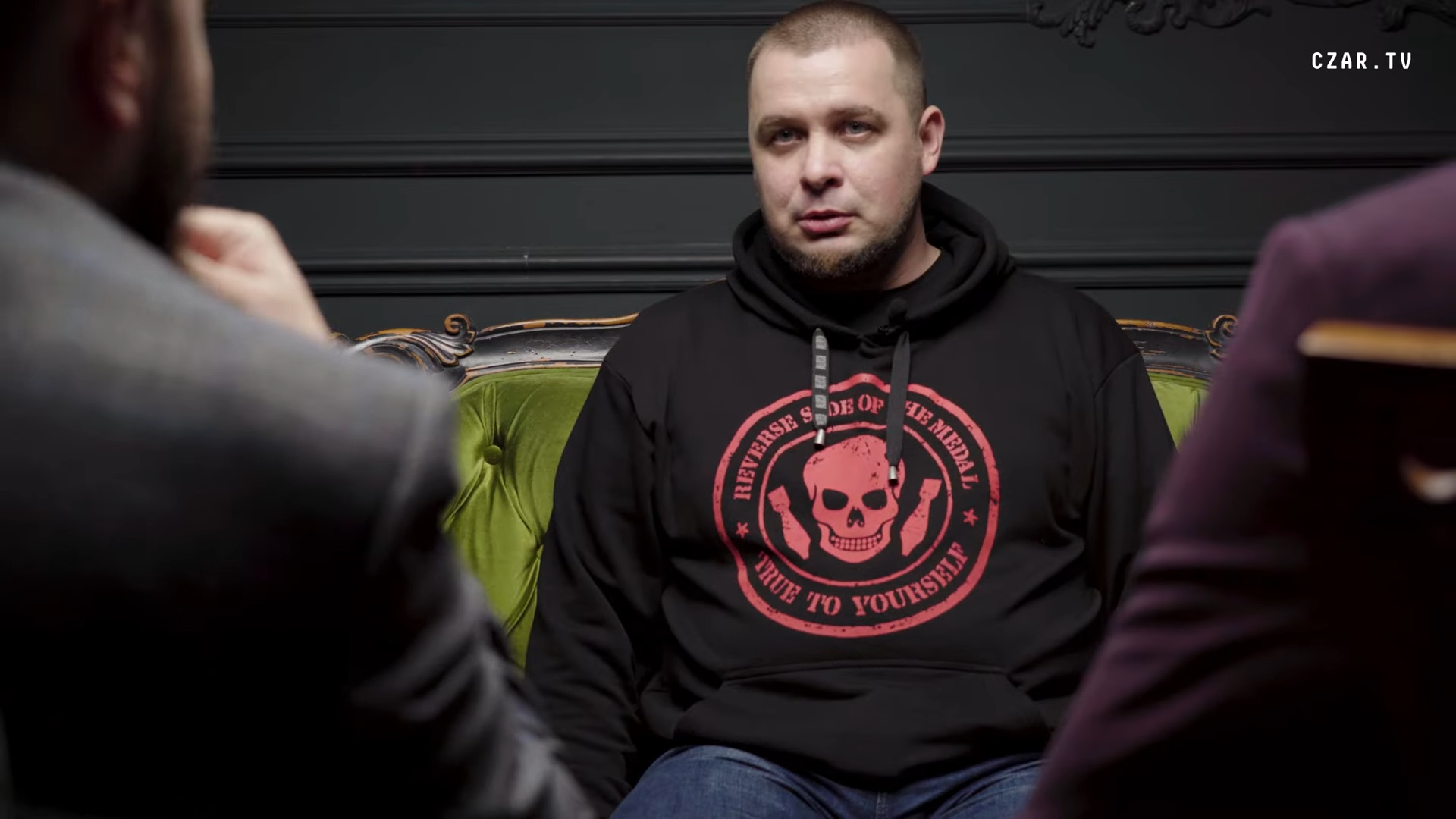
Владлен Татарский

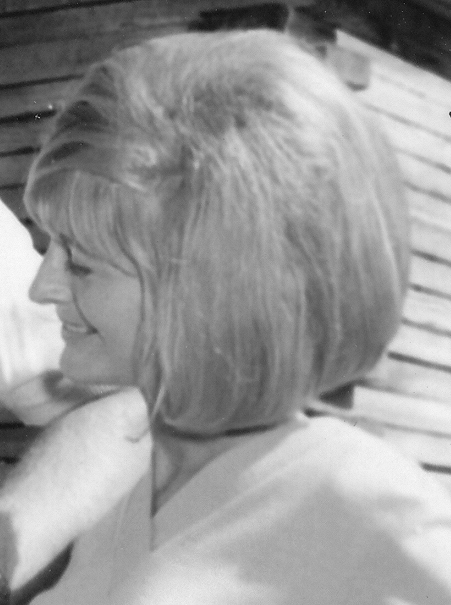
Джуди Фаррелл

- Бейлю, Жильбер (86) — бельгийский футболист («Брюгге»)[406].
- Высоцкий, Игорь Яковлевич (69) — советский боксёр-тяжеловес, чемпион СССР (1978)[407].
- Гребёнкина, Лидия Константиновна (92) — советский и российский педагог, доктор педагогических наук (2000), профессор Рязанского университета[408].
- Карам, Арам[англ.] (93) — иракский футболист, игрок национальной сборной[409].
- Лавирхен Хиль, Педро[исп.] (92) — испанский оперный певец (тенор)[410].
- Монгуш, Кара-кыс Шугдур-ооловна (80) — советский и российский музейный работник[411].
- Нёррегор-Нильсен, Ханс Эдвард (78) — датский искусствовед и историк искусства[412].
- Ойкина, Зоя Николаевна (71) — советский и российский политический деятель, народный депутат РСФСР / РФ (1990—1993), депутат Государственной думы (1995—1999)[413].
- Падилья Лопес, Рауль[исп.] (68) — мексиканский учёный, ректор Гвадалахарского университета (1989—1995); самоубийство[414].
- Раффин, Джино[итал.] (86) — итальянский футболист («Ювентус»)[415].
- Сейвелл, Майкл[англ.] (80) — британский наездник, участник летних Олимпийских игр (1972)[416].
- Стейн, Сеймур (80) — американский предприниматель и музыкальный руководитель, сооснователь компании Sire Records (1966), член Зала славы рок-н-ролла (2005)[417].
- Фаррелл, Джуди (84) — американская актриса и сценарист[418].
- Фомин, Максим Юрьевич (Владлен Татарский) (40) — российский военный корреспондент и блогер, участник российско-украинской войны; теракт[419].
- Хайри, Хазикул[англ.] (91) — пакистанский юрист, председатель Федерального шариатского суда (2006—2009)[420].
- Харламов, Сергей Михайлович (81) — советский и российский художник-график, народный художник Российской Федерации (1999), почётный член РАХ (2015)[421].
- Чечере, Доменико[итал.] (50) — итальянский футболист[422].
- Пашкуляк, Артур Васильевич (43) — украинский военнослужащий, солдат, участник российско-украинской войны, Герой Украины (2023, посмертно); погиб в бою.

## 1 апреля

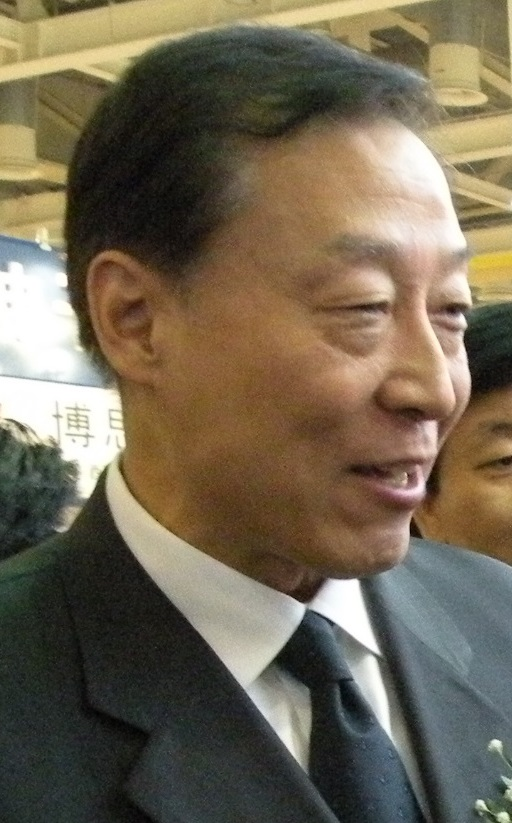
Ло Чжицзюнь

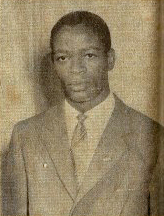
Альберт Нделе

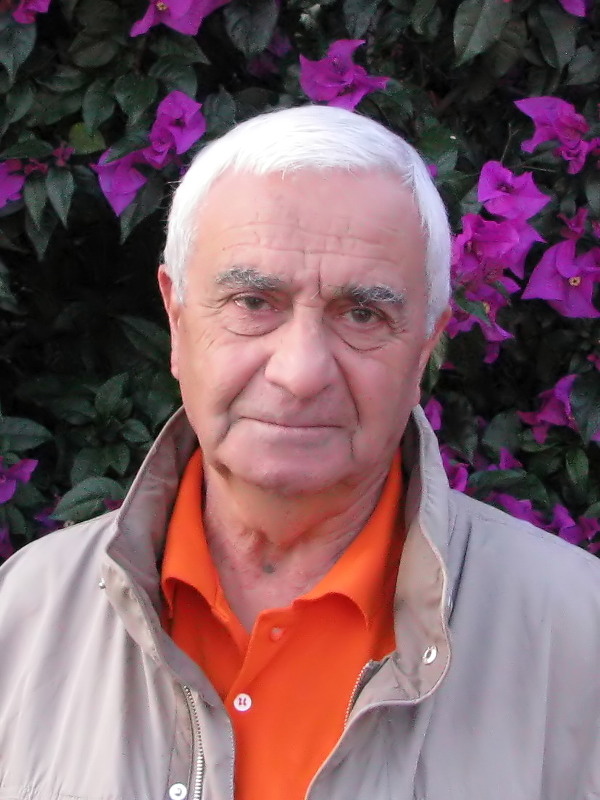
Виктор Таргульян

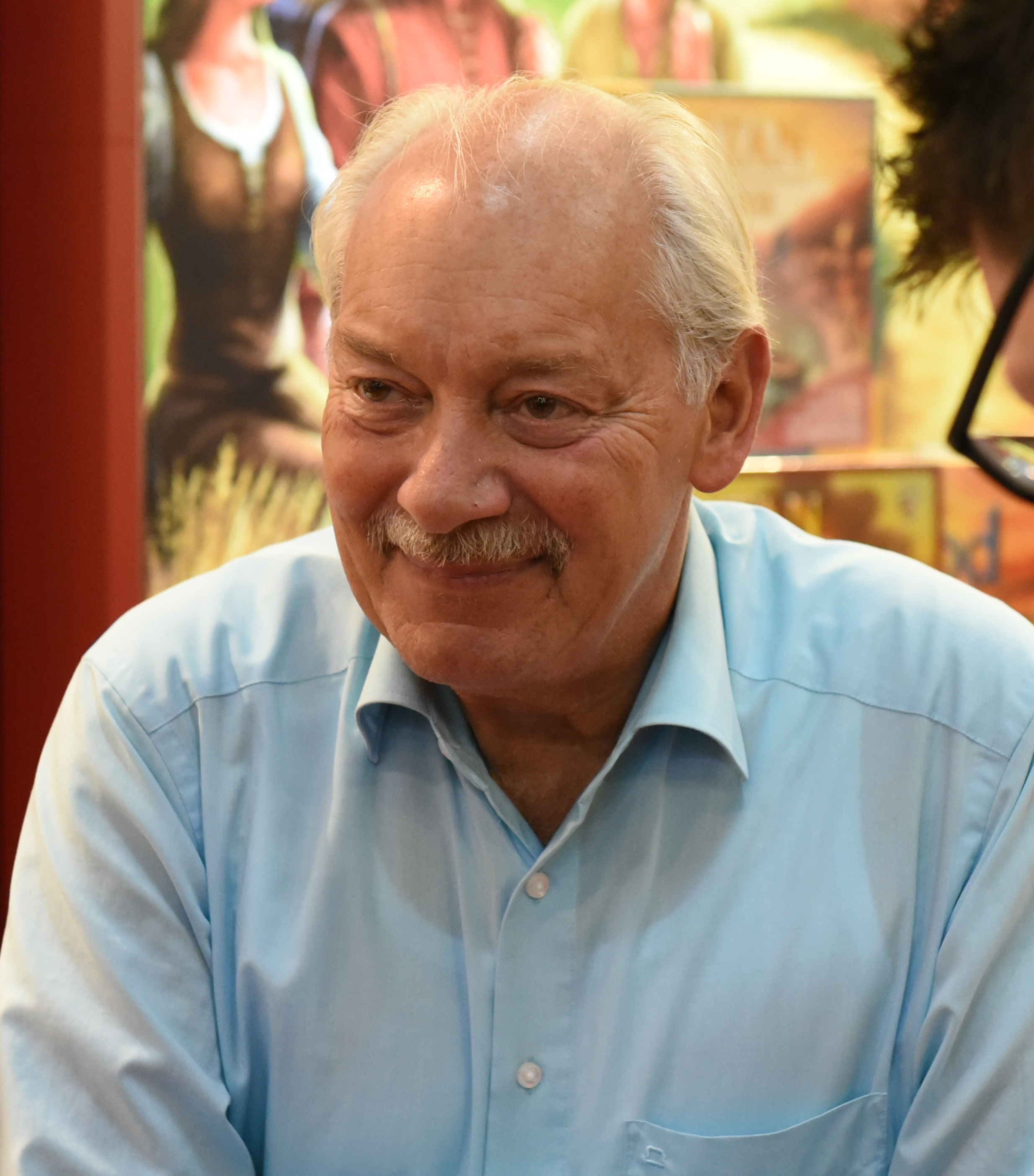
Клаус Тойбер

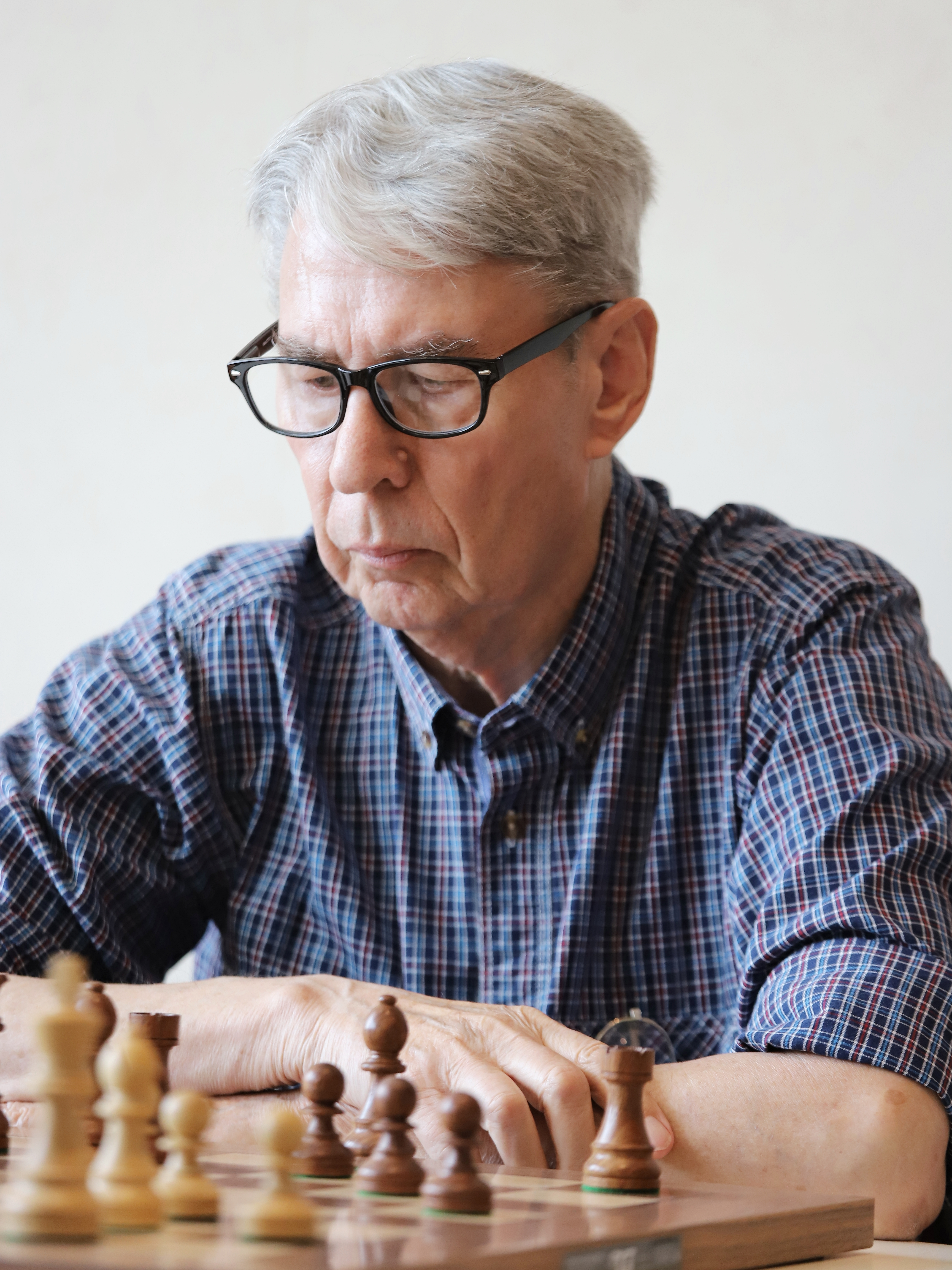
Влодзимеж Шмидт

- Бадд, Кристофер (85) — британский католический прелат, епископ Плимута (1986—2013)[423].
- Баумгартнер, Лусио Игнасио[порт.] (91) — бразильский католический прелат, епископ Толеду (1983—1995), архиепископ Каскавела (1995—2007)[424].
- Бьюкенен, Кен[англ.] (77) — шотландский боксёр, абсолютный чемпион мира в лёгком весе (1971)[425].
- Гетманский, Александр Николаевич (63) — советский и украинский актёр театра и кино, народный артист Украины (2004)[426].
- Джирард, Кен[англ.] (86) — канадский хоккеист («Торонто Мейпл Лифс»)[427].
- Калансурия, Амарасири[англ.] (82) — ланкийский актёр[428].
- Камаргу, Лея[порт.] (90) — бразильская киноактриса[429].
- Кампеотто, Дарио[дат.] (84) — датский певец, актёр и ведущий[430].
- Каменский, Андрей Александрович (76) — советский и российский физиолог, доктор биологических наук (1986), заслуженный профессор МГУ (2003)[431].
- Кучера, Ежи[пол.] (71) — польский актёр[432].
- Ло Чжицзюнь (71) — китайский партийный и государственный деятель, мэр Нанкина (2001—2003)[433].
- Ляшук, Даниил Александрович (27) — украинский военный, участник российско-украинской войны, музыкант; погиб в бою[434].
- Нделе, Альберт (92) — государственный и политический деятель Демократической Республики Конго, управляющий Центральным банком (1961—1970)[435].
- Романцини, Иван[итал.] (77) — итальянский футболист («Виченца», «Падова»)[436].
- Рорато, Кристиан[фр.] (79) — французская актриса[437].
- Таргульян, Виктор Оганесович (88) — советский и российский почвовед и географ почв[438].
- Тойбер, Клаус (70) — немецкий геймдизайнер[439].
- Шмидт, Влодзимеж (79) — польский шахматист, гроссмейстер (1976)[440].
- Эттмайер, Иоганн[нем.] (76) — австрийский футболист, игравший в национальной сборной (1968—1975)[441].